# Architektura Paříže
Ve městě Paříž se nachází velké množství světských a církevních stavebních památek od dob římské Galie po současnost zastupující všechny architektonické slohy. Památky jako Eiffelova věž, bazilika Sacré-Cœur, Louvre, katedrála Notre-Dame, Invalidovna nebo Vítězný oblouk a Champs-Élysées jsou charakteristické symboly Paříže. Nachází se zde však i jiné historické i moderní architektonické struktury, které byly v průběhu věků formovány historií Paříže.

## Charakteristika

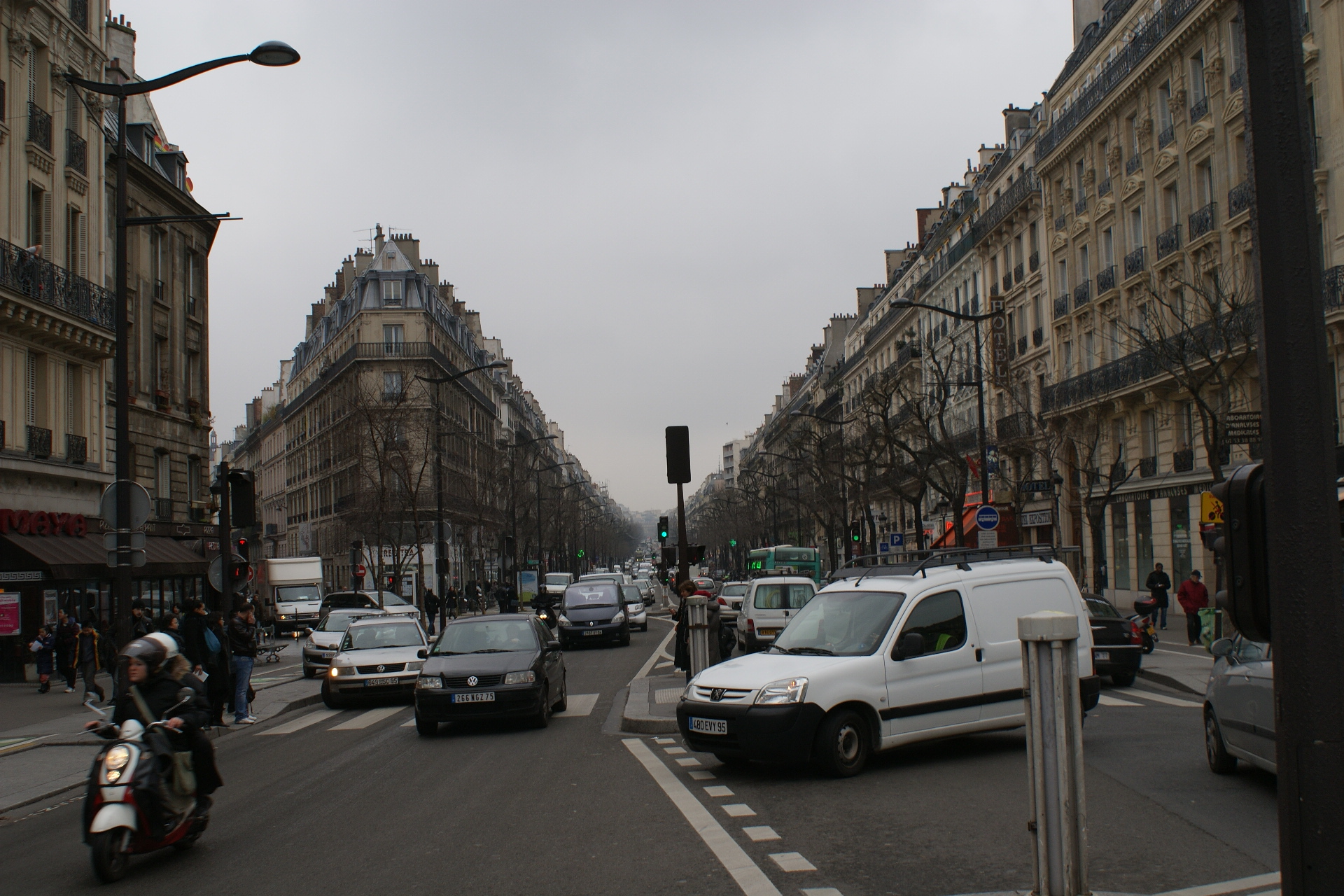
Boulevard de Magenta

Většina francouzských panovníků již od středověku zanechalo své stopy ve vzhledu města, které ve svých dějinách neprošlo nikdy rozsáhlým zničením, na rozdíl např. od Londýna (Velký požár v roce 1666), Lisabonu (zemětřesení roku 1755) nebo Berlína (bombardování v roce 1945). Dispoziční řešení mnoha základních ulic zůstalo během staletí zachováno a doplněno v 19. i 20. století během modernizace infrastruktury. Město se rozvíjelo po obou březích řeky Seiny, ve které se nacházelo asi deset ostrovů a písčin, z nichž se do dnešních dnů dochovaly jen dva.
Současný vzhled města vychází z velké části z přestavby Paříže, kterou vedl prefekt Haussmann v období Druhého císařství, kdy byly proraženy dnešní nejrušnější trasy (Boulevard Saint-Germain, Boulevard de Sébastopol aj.) Tehdy ve většině Paříže zmizely labyrinty úzkých ulic a domy postavené v horních patrech ze dřeva nebo z hrázděného zdiva. Tehdy vznikla charakteristická zástavba bulvárů, tj. stejně vysokých domů s novoklasicistní fasádou, francouzskými okny a balkóny v pátém patře lemovanými stromořadím. Kvůli přísným regulačním vyhláškám o vzhledu a velikosti domů v 19. století tak dnes pařížská zástavba působí jednolitě a vyrovnaně. Některá nařízení o omezené výšce domů platí doposud, stavba nových budov vyšších než 37 metrů je povolována je ve výjimečných případech, v některých obvodech je tato hranice ještě nižší.
Tour Montparnasse (210 metrů) z roku 1973 je nejvyšší stavbou v Paříži a do roku 2009 i ve Francii. V 70. letech vznikla skupina výškových budov (cca 100 m) ve čtvrti Beaugrenelle na břehu Seiny poblíž Eiffelovy věže a ve 13. obvodu (Operace Italie 13). Dnes mrakodrapy vznikají pouze mimo hranice Paříže v blízkém předměstí, a to zejména ve čtvrti La Défense ve městě Courbevoie.
Pevně stanovené hranice města, přísné stavební podmínky a nedostatek stavebních pozemků vytváří jev zvaný muséification (muzeumifikace), kdy se městská správa snaží uchovat historickou podobu Paříže, což zamezuje vzniku velkých staveb uvnitř města. Tato restrikce je kritizována opozičními politiky. Mnoho pařížských institucí a podniků už bylo přemístěno, nebo plánují přesun na předměstí. Finanční a další instituce (např. ministerstvo dopravy) našly kanceláře v obchodní čtvrti La Défense, hlavní tržnice byla z centra Paříže přeložena v roce 1969 do Rungis, vysoká škola École Polytechnique přesídlila roku 1976 do Palaiseau, největší francouzský sportovní stadión Stade de France byl postaven na předměstí Saint-Denis, na samých hranicích Paříže vzniká nový justiční palác Tour du Palais de Justice, kam se z ostrova Cité přesune Policejní prefektura a Vrchní soud. Francouzský národní archiv buduje svůj nový depozitář na severním předměstí Pierrefitte-sur-Seine, stejně tak má část sbírek uloženou mimo Paříž i Francouzská národní knihovna.

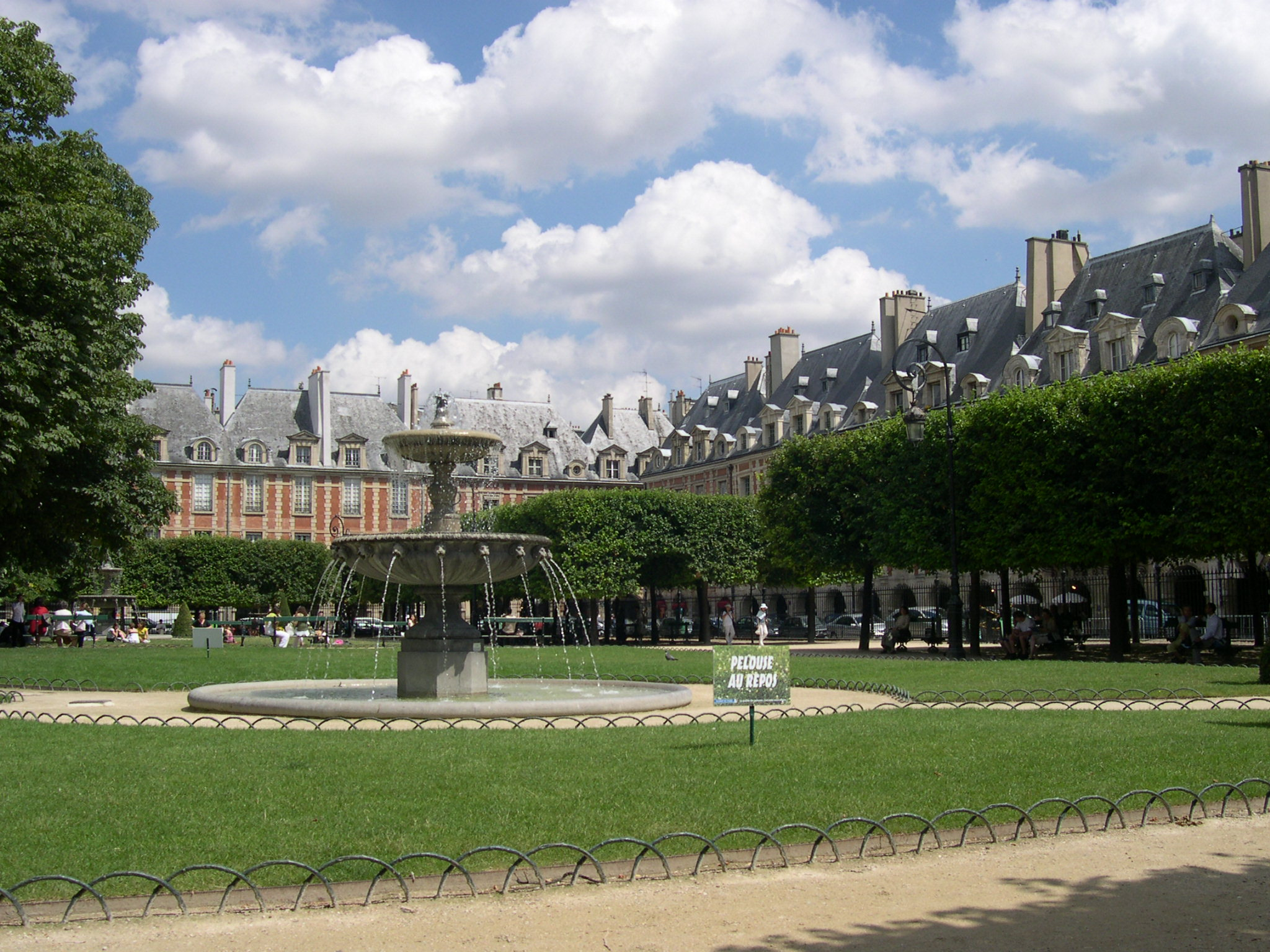
Place des Vosges a Square Louis-XIII

## Náměstí
Své fórum měla již římská Lutetia. Nacházelo se na nejvyšším bodě kopce Sainte-Geneviève a rozkládalo se od dnešní Rue Saint-Jacques k Boulevardu Saint-Michel a od Rue Cujas k Rue Malebranche. Středověká náměstí vznikala na křižovatkách cest. Hlavní se nacházela před katedrálou Notre-Dame (Parvis Notre-Dame) a před pozdější radnicí (Place de Grève). Toto sloužilo jako tržiště i místo veřejných poprav. Teprve král Jindřich IV. začal v roce 1605 ve čtvrti Marais s výstavbou renesančního Place Royale jako prvního plánovaného náměstí a krátce po něm i Place Dauphine na ostrově Cité. V období baroka vznikla náměstí Place des Victoires nebo Place Vendôme. Nejrozsáhlejší pařížské náměstí je Place de la Concorde, které vzniklo v 18. století, a má rozlohu 84 000 m2. Náměstí Place de la République a Place de la Bastille jsou častým místem konání různých demonstrací, manifestací a průvodů.
Dalším velmi častým typem náměstí je tzv. square, což je malé, většinou čtvercové náměstí s parkovou úpravou.

## Ulice

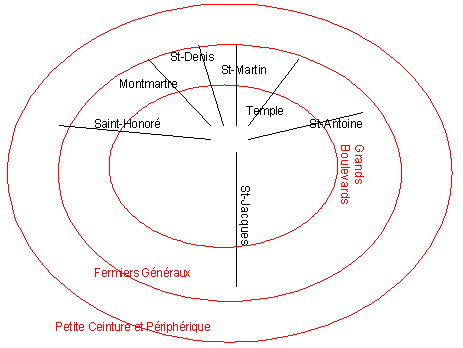
Schéma hlavních pařížských ulic

Významnými dopravními tepnami jsou zdejší bulváry. Většina jich vznikla na místě bývalých městských hradeb poté, co bylo opevnění zrušeno jako zastaralé. Proto bulváry vytvářejí obloukové trasy. Některé ovšem byly proraženy středem města bez ohledu na polohu bývalých hradeb (např. Boulevard Richard-Lenoir, Boulevard Raspail, Boulevard de Sébastopol, Boulevard de Magenta aj.) Na pravém břehu se v Paříži nacházejí tři řady bulvárů. Velké bulváry (Grands Boulevards) v prostoru středověkých hradeb, dále bulváry postavené na místě hradeb z 18. století (bez konkrétního pojmenování) a nakonec tzv. Maršálské bulváry postavené po zničení tzv. Thiersových hradeb z 19. století. Boulevard périphérique, který rovněž vznikl na místě bývalých hradeb, je klasický městský obchvat a nemá tedy charakter obvyklých bulvárů. Dalším typem významných ulic je avenue (alej, promenáda), z nichž nejznámější je Avenue des Champs-Élysées, která vznikla již v 17. století.
V Paříži bylo v roce 1997 registrováno 6088 veřejných nebo soukromých ulic. Mezních rozměrů dosahují tyto ulice: Avenue Foch je se svými 120 metry nejširší ulicí v Paříži, pro srovnání Avenue de Selves je se 110 metry nejkratší avenue ve městě. Nejdelší ulicí v Paříži je Rue de Vaugirard, která měří 4360 m. Rue des Degrés je naopak nejkratší ulicí, má jen 5,75 m. Oficiálně nejužší ulicí je Rue du Chat-qui-Pêche (minimální šířka 1,80 m), ovšem ulice Sentier des Merisiers měří méně než jeden metr. Nejstrmější ulicí je Rue Gasnier-Guy se sklonem 17 %.

## Pasáže

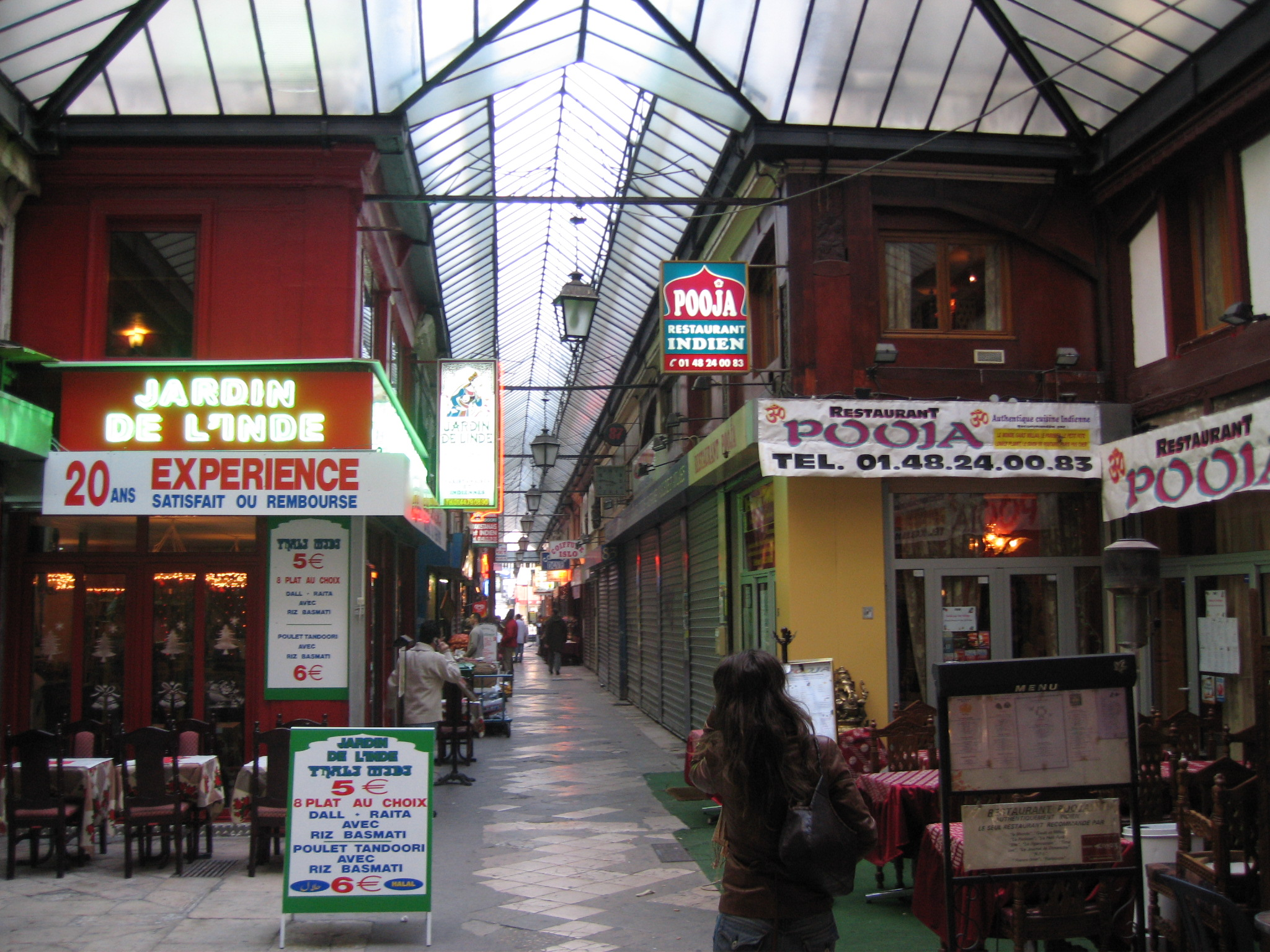
Passage Brady

Většina pařížských pasáží se nachází na pravém břehu. Vznikly v první polovině 19. století, aby chránily nakupující před nepříznivým počasím. Ve městě se v polovině 19. století nacházelo až 150 zakrytých pasáží a tento způsob urbanismu se rozšířil i do dalších francouzských měst i do zahraničí. Při přestavbě Paříže během Druhého císařství však většina pasáží zanikla. Dnes jsou některé pasáže pro svou architektonickou hodnotu chráněny jako historické památky, např. Galerie Vivienne nebo Passage des Panoramas.

## Parky a zahrady
Historické zahrady, které se nacházejí v centru města (Tuilerijské a Lucemburské) jsou původně zahrady královských paláců. Tuilerijské zahrady vznikly v 16. století na pravém břehu řeky Seiny u Tuilerijského paláce, který dnes již neexistuje. Lucemburské zahrady na levém břehu patřily k Lucemburskému paláci, soukromé rezidenci Marie Medicejské založené kolem roku 1625. Botanická zahrada Jardin des plantes, kterou založil Guy de la Brosse, lékař Ludvíka XIII. pro pěstování léčivých rostlin, se v roce 1650 stala první veřejnou zahradou v Paříži.
Mnoho pařížských parků však vzniklo až za Druhého císařství, kdy bylo zakládání zelených ploch významným aspektem při modernizaci města s rychle rostoucí populací. Pod vedením inženýra Jeana Charlese Alphanda a krajinářského architekta Jeana Pierra Barillet-Deschampse vznikly na okrajích města největší parky – Boulogneský a Vincenneský lesík a ve městě parky Montsouris a Buttes-Chaumont, byly upraveny i parky uprostřed náměstí a vysázeny aleje na bulvárech.
Od 80. let 20. století vzniklo několik nových parků rekultivací bývalých průmyslových oblastí. Parc de la Villette navrhl architekt Bernard Tschumi na místě zrušených jatek, Parc de Bercy nahradil sklady s vínem, Parc de Belleville vznikl v prostoru starého kamenolomu, Parc André-Citroën na místě bývalé automobilky apod.

## Hřbitovy
Pro město Paříž slouží 14 hřbitovů na území města a šest velkých hřbitovů za jeho hranicemi na předměstí. Hlavní pařížské hřbitovy založené v 19. století se nacházely za hranicemi tehdejší Paříže, dnes leží v okrajových částech města. Starší hřbitovy se nacházely u významných pařížských kostelů, největší z nich byl hřbitov Neviňátek. Tato pohřebiště však byla na konci 18. století z hygienických důvodů zrušena a všechny ostatky byly převezeny do starých podzemních lomů pod dnešním Place Denfert-Rochereau. Tak vznikly pařížské katakomby.
Největší hřbitovy jsou Père-Lachaise (43,9 ha), Montparnasse (18,7 ha), Montmartre (10,48 ha) a Batignolles (10,42 ha), na kterých je pohřbeno mnoho významných osobností. Kromě toho existují i soukromé hřbitovy jako Picpus a hřbitov portugalských židů.

## Byty
V roce 1999 mělo 58,1 % bytů v Paříži jen jeden nebo dva pokoje. 55,4 % jich bylo postaveno před rokem 1949 oproti pouhým 3,8 % postaveným po roce 1990, 10,3 % pařížských bytů bylo neobsazených, tj. 136 554 prázdných bytů z celkového počtu 1 322 540.
Sociální bydlení tvoří jen něco málo přes 17 % bytů, ale tato průměrná hodnota skrývá značné rozdíly v prostorovém rozložení: prvních deset obvodů v historickém centru města tvoří pouze 6 % sociálního bytů ve městě, zatímco ve 13., 19. a 20. obvodu je soustředěno 47 % všech sociálních bytů, tj. 96 000 bytových jednotek (1999). Při započtení 12., 14., 15. a 18. obvodu tvoří poměr 81 %. Jedná se o okrajovou část Paříže od jihu k severovýchodu.
Podíl sociálních bytů se v roce 2006 pohyboval od 1,2 % v 7. obvodu (357 bytů) až po 34,1 % v 19. obvodu (28 147). V letech 2001–2006 bylo mezi sociální byty zařazeno 23 851 bytů, ale žadatelů o sociální nájemné v roce 2006 tvořilo 88 131 Pařížanů a 21 266 obyvatel mimo Paříž. Přesun nájemníků je nízký z důvodu vysokých cen nemovitostí. Míra této migrace je 10 % za rok ve Francii, 7,5 % v Île-de-France, ale pouze 5 %, v Paříži.
Ve městě je několik organizací, které se snaží najít řešení pro lidi bez domova (Emauzy, Katolická pomoc, Francouzský Červený kříž aj.). Např. Armáda spásy využívá zrušenou stanici metra Saint-Martin.
Paříž je deváté nejdražší město světa co se týče cen luxusních nemovitostí: v roce 2007 byl poměr 12 600 €/m2 oproti 36 800 € v Londýně, který je nejdražší. Dražší jsou luxusní nemovitosti i v Cannes (15 000 €) a Saint-Tropez (14 900 €).

## Náboženské stavby
Katolictví

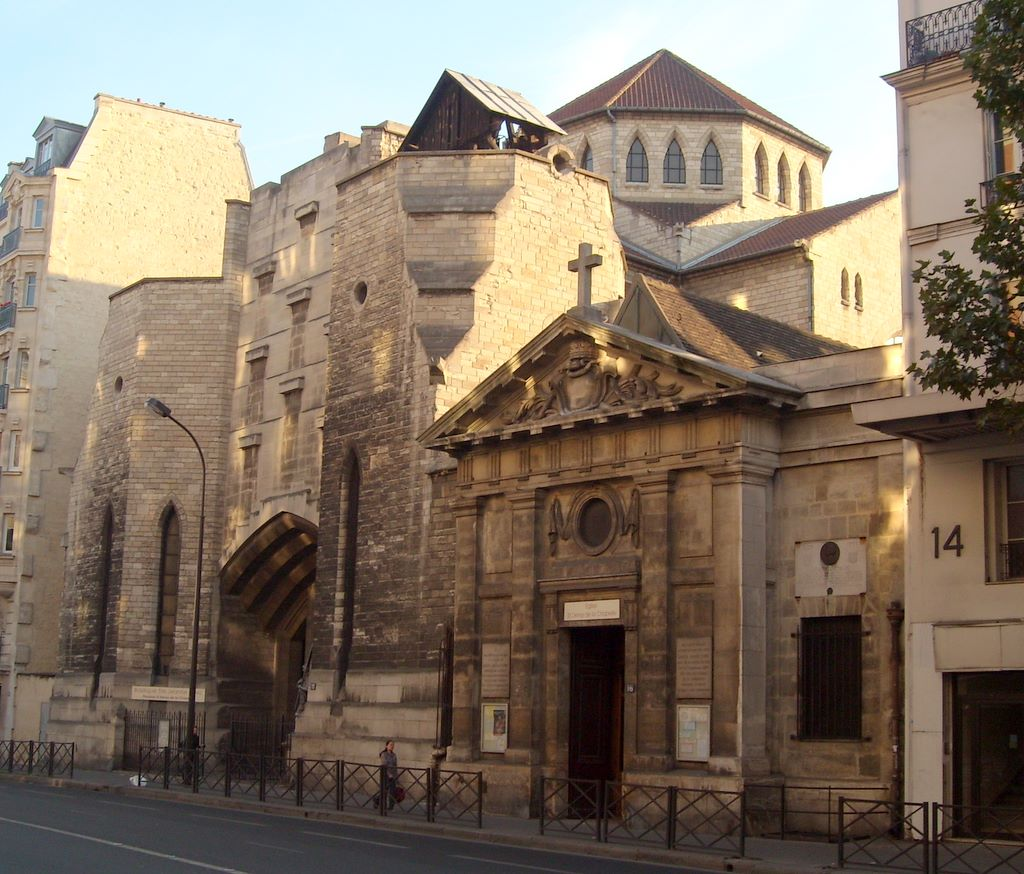
Bazilika sv. Jany z Arku a kostel Saint-Denys de la Chapelle

Arcidiecéze pařížská je jednou z 23 arcibiskupství ve Francii. Historie zdejšího biskupství sahá až do 3. století. Na arcibiskupství bylo povýšeno 20. října 1622 (do té doby spadalo pod arcibiskupství v Sens). katedrálním kostelem je Notre-Dame. Současným představitelem je kardinál André Vingt-Trois, který zastává funkci od roku 2005. V tomto roce působilo ve městě 106 katolických farností a 24 cizích misií, celkem 730 kněžích, 2500 řeholníků zhruba 220 náboženských řádů (140 ženských a asi 80 mužských). Pro německy hovořící katolíky je určen kostel sv. Alberta Velikého. Dále je zde několik východních katolických církví ve společenství s Římem: koptská katolická církev, chaldejská katolická církev, melchitská řeckokatolická církev, maronitská katolická církev, rumunská řeckokatolická církev, ruská řeckokatolická církev, syrská katolická církev a arménská katolická církev (katedrála Sainte-Croix-des-Arméniens je centrem Pařížské eparchie sv. Kříže). Z východních církví stojících mimo katolictví působí v Paříži arménská apoštolská církev (katedrála Saint-Jean-Baptiste).
K významným poutním místům patří bazilika Sacré-Cœur na Montmartru, kde od roku 1885 probíhá stálá eucharistická adorace a kaple Notre-Dame-de-la-Médaille-miraculeuse, kde v roce 1830 došlo k opakovanému zjevení Panny Marie. Paříž je rovněž výchozím bodem jedné ze Svatojakubských poutních cest, která tradičně začíná u bývalého kostela sv. Jakuba ve 4. obvodu.
Protestantství

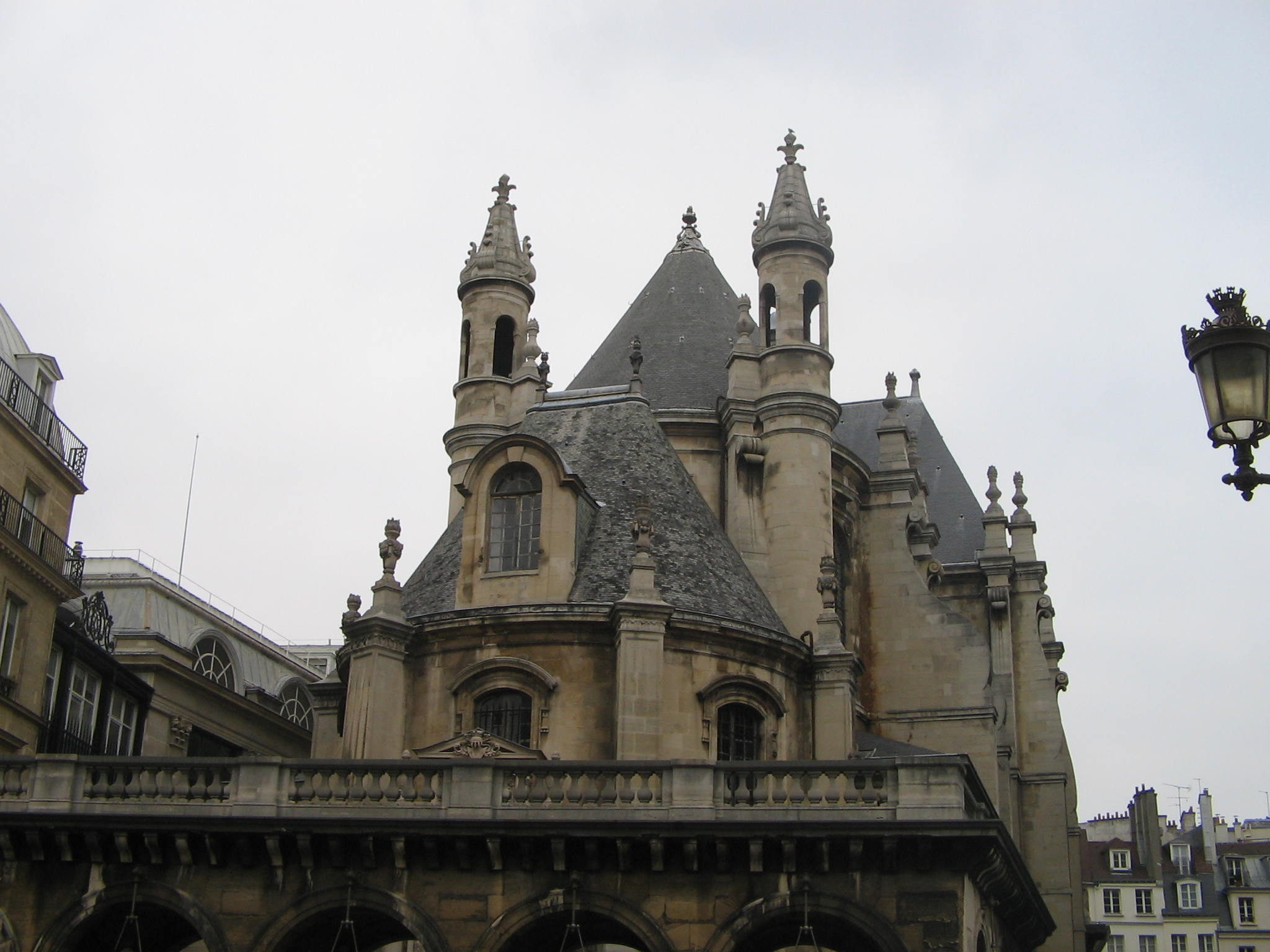
Oratoire du Louvre (Francouzská reformovaná církev)

- Evangelikalismus: v Paříži je etablováno 72 protestantských evangelikálních kostelů různých směrů.[47]
- Francouzská reformovaná církev (kalvinisté) má ve městě 15 farností.[48]
- Francouzská evangelická luteránská církev provozuje v Paříži deset farností.[49]
- Církev Ježíše Krista Svatých posledních dnů (mormoni) má dvě farnosti v ulici Rue Saint-Merri ve 4. obvodu a v Rue de Romainville v 19. obvodu.[50]
- Z dalších církví se zde nachází např. Německý evangelický kostel, Skotský kostel, Dánský kostel nebo Švédský kostel, dále Americká katedrála a Americký kostel Episkopální církve Spojených států amerických.

Pravoslaví
Ruští imigranti si postavili katedrálu Saint-Alexandre-Nevsky v roce 1861. Rumunská pravoslavná církev provozuje gotický chrám archandělů Michaela, Gabriela a Rafaela a pro řeckou pravoslavnou církev je určena katedrála svatého Štěpána. Srbská pravoslavná církev využívá chrám svatého Sávy.
Judaismus

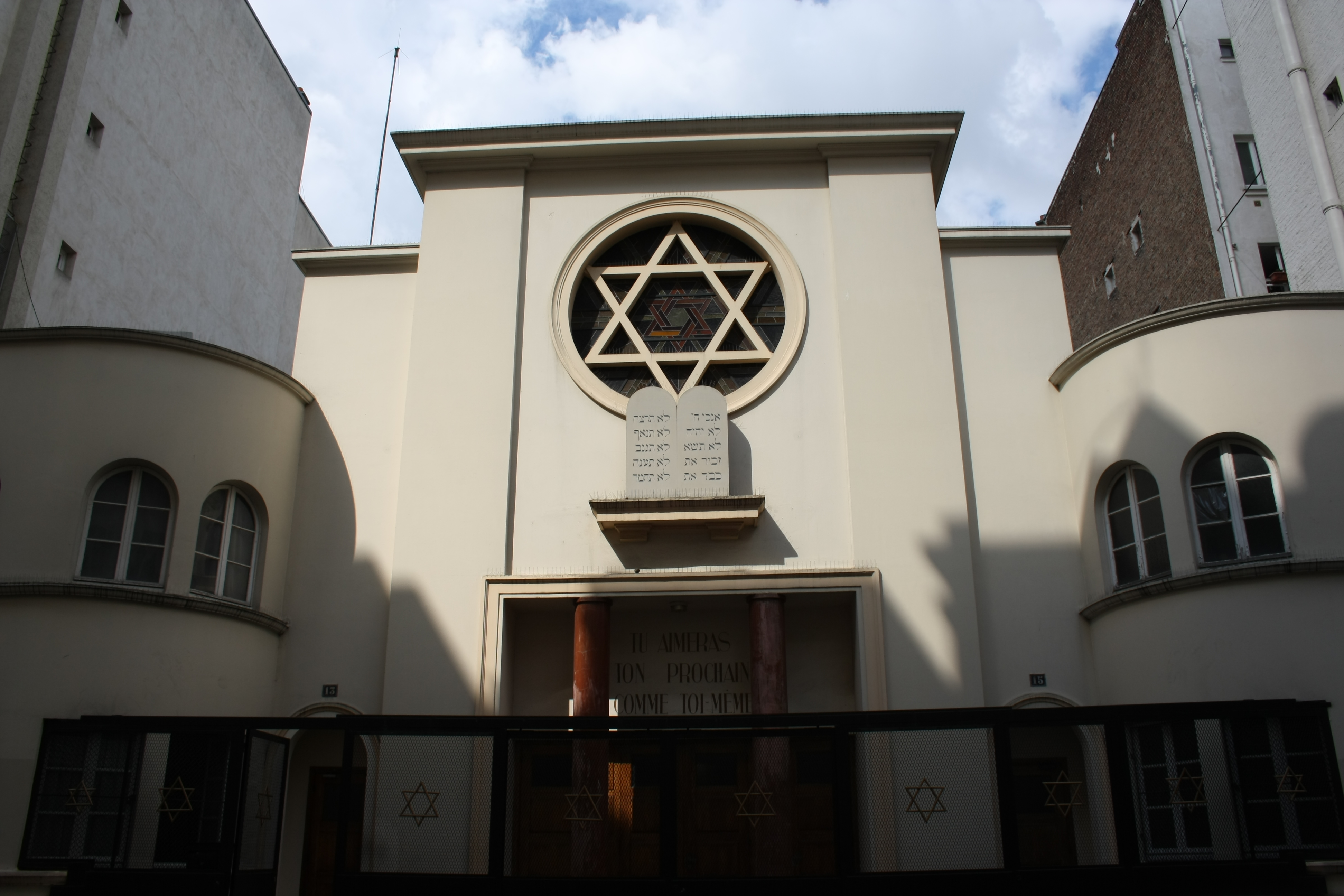
Synagoga Montmartre

Ve městě se nachází 87 synagog a komunitních center. Tradiční židovskou čtvrtí je Marais, kde se nachází nejstarší Synagoga Nazareth a spolu s ní i secesní Synagoga Pavée, Synagoga Tournelles nebo Synagoga Charlese Lichého. Velká synagoga v ulici Rue de la Victoire (9. obvod) je s kapacitou 1800 osob největší synagogou ve Francii.
Islám
Velká mešita je nejstarší francouzskou mešitou. Byla otevřena v roce 1926 v 5. obvodu a slouží jako mateřská mešita francouzských mešit. Kromě toho je ve městě 75 mešit nebo islámských modliteben.
Další církve

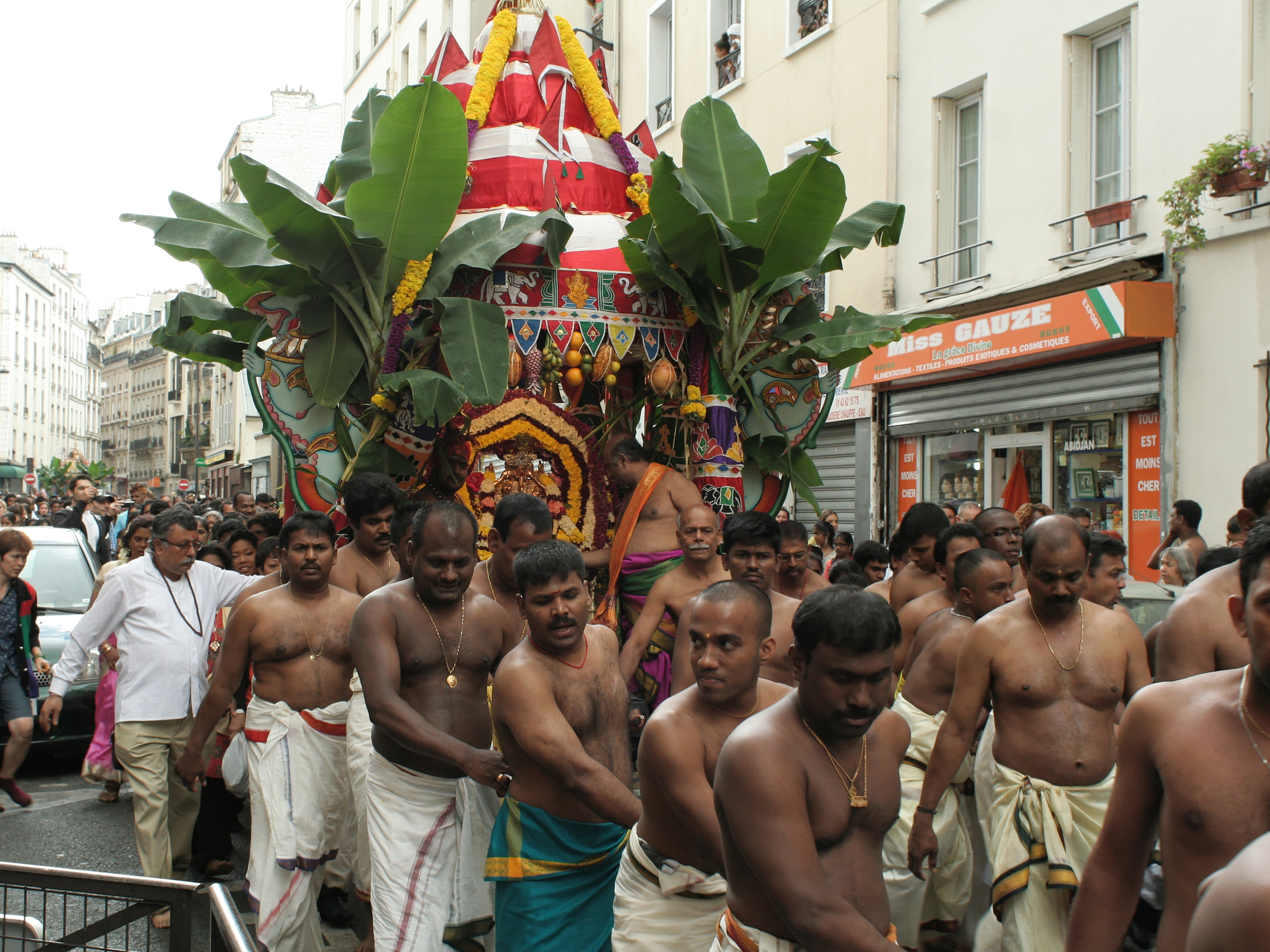
Slavnost boha Ganéši v Paříži (srpen 2011)

- Buddhistická pagoda Vincennes se nachází ve Vincenneském lesíku na břehu jezera Daumesnil, v bývalém pavilonu mezinárodní koloniální výstavy z roku 1931.[54] Další dvě svatyně se nacházejí v asijské čtvrti ve 13. obvodu.
- Hinduisté mají jediný chrám zasvěcený Ganéšovi a otevřený v roce 1985, který se nachází v ulici Rue Pajol v 18. obvodu.[55]
- Scientologové sídlí v Celebrity Center v ulici Rue Legendre.[56]
- Svědkové Jehovovi mají ve městě sedm sálů království.[57]
- Pozitivistická církev založila svůj Temple de l'Humanité (Chrám humanity) ve čtvrti Marais.[58]

## Významné historické čtvrti

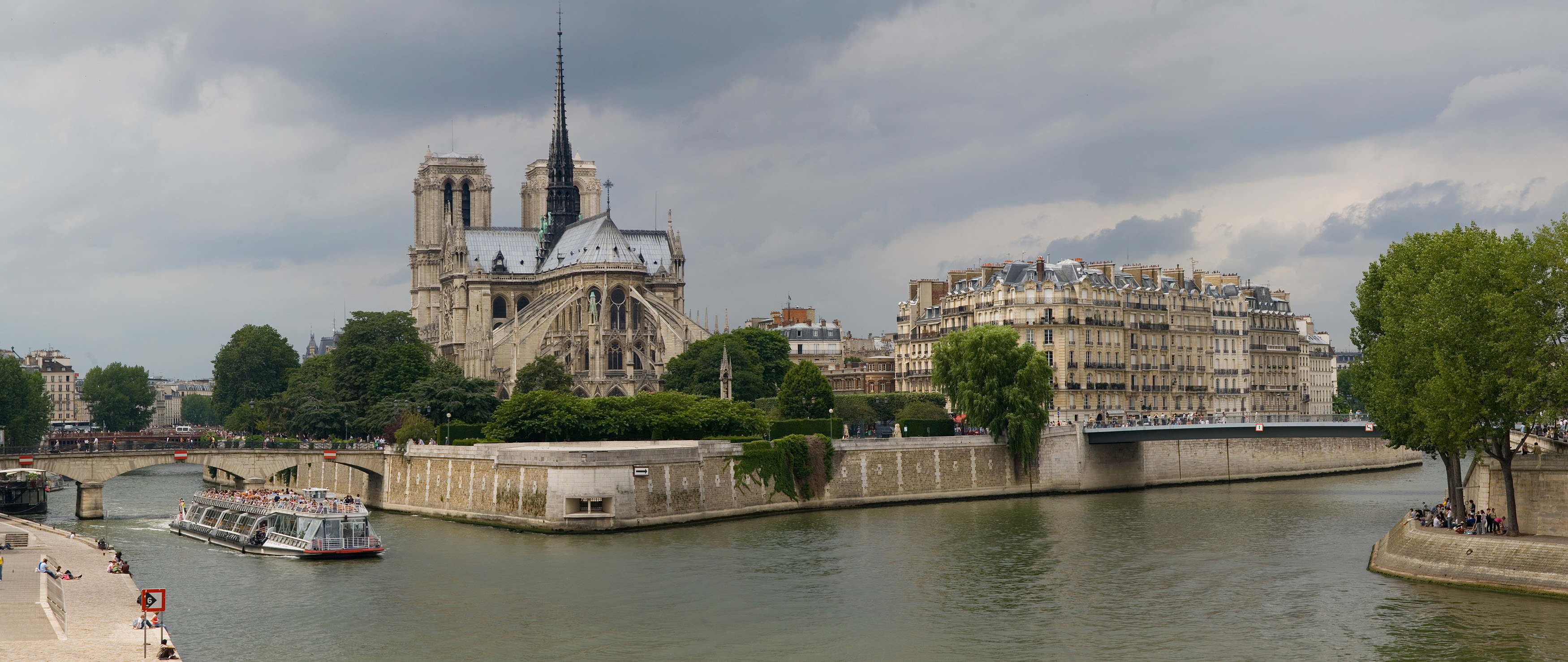
Katedrála Notre-Dame na ostrově Cité, pohled z východu

- Île de la Cité a Île Saint-Louis jsou dnes dva jediné obydlené ostrovy v Paříži. Nejstarší osídlení města je spojeno právě s ostrovem Cité (Městský ostrov), kde vyrostla první galská osada Lutetia, kterou později nahradilo římské město. Také ve středověku zde bylo centrum města, takže se zde nacházejí významné památky jako katedrála Notre-Dame, bývalý královský palác a věznice z doby Francouzské revoluce Conciergerie nebo gotická kaple Sainte Chapelle v areálu dnešního Justičního paláce. Základy antických a středověkých staveb jsou přístupné v podzemní Archeologické kryptě od náměstím Parvis-Notre-Dame před katedrálou. Ostrov sv. Ludvíka (Île St-Louis) byl tvořen dlouho jen bažinatými pastvinami a až v 17. století zde vyrostla obytná čtvrť.

- Marais je jedna z nejzajímavějších a nejzachovalejších čtvrtí města. Název čtvrti dokumentuje, že zde původně byly bažiny (marais – bažina). Po vysušení mokřin se však stala oblíbenou oblastí, zvláště pak v 17. století, kdy zde vyrostlo velké množství šlechtických a měšťanských paláců. Ve čtvrti rovněž sídlil královský dvůr, který zde měl paláce Saint-Pol a Tournelles, na jehož místě se rozkládá náměstí Place des Vosges. Z mnoha dochovaných paláců stojí za zmínku Hôtel de Sully, Hôtel Carnavalet, Hôtel Salé, Hôtel de Rohan, Hôtel de Sens aj. Na okraji čtvrti také stávala proslulá pevnost a věznice Bastilla. Na nábřeží Seiny se nachází monumentální pařížská radnice (Hôtel de ville de Paris), původně ze 16. století, po zničení v době Pařížské komuny v roce 1871 znovu vystavěná v původní podobě.

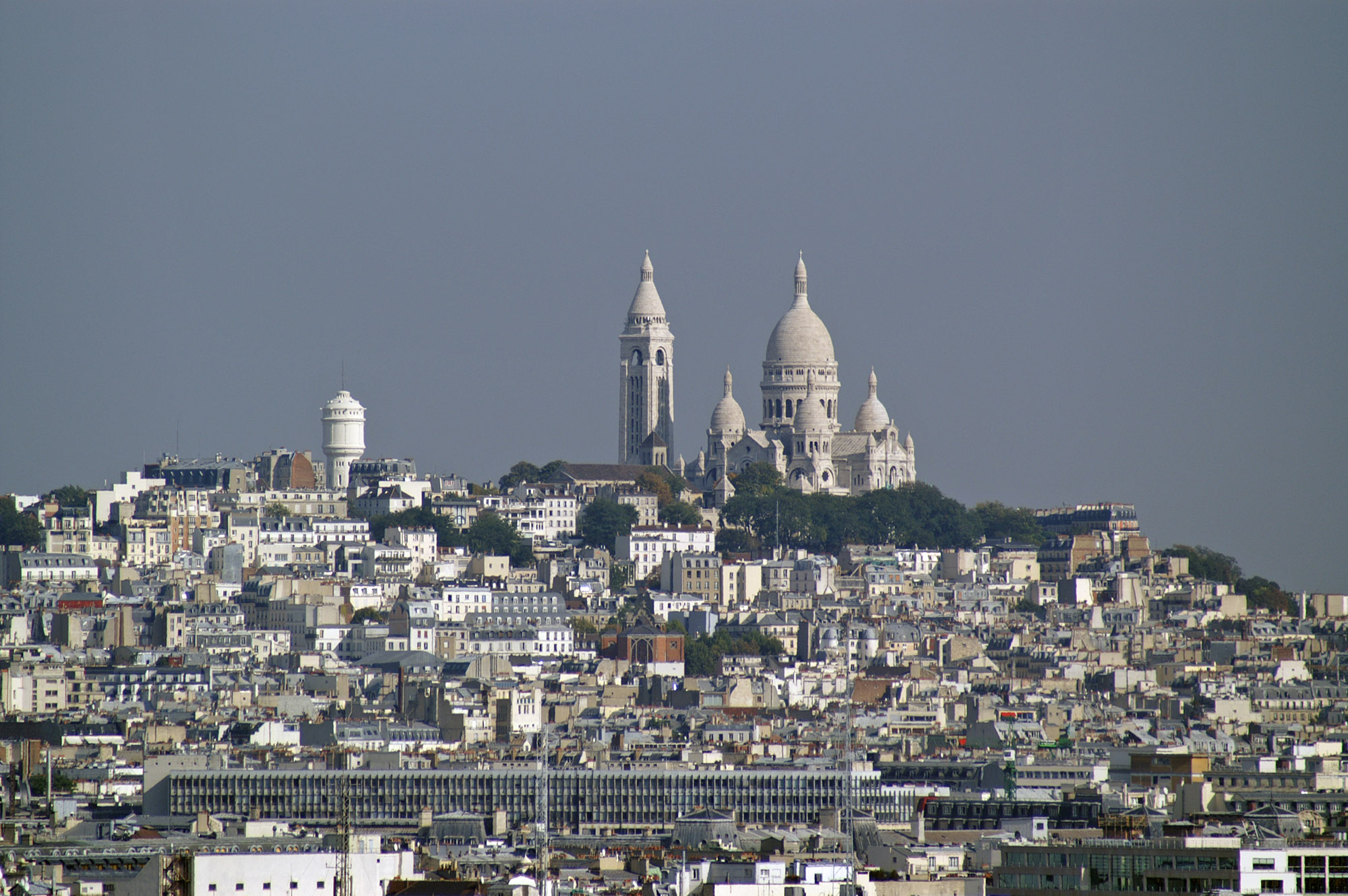
Kopec Montmartre se Sacré-Cœur

- Montmartre je čtvrť spojená s působením umělců. Nachází na návrší nad Paříží. Je charakteristická jak svým nočním životem (zejména v oblasti zvané Pigalle, kde se nachází podnik Moulin Rouge), tak dominantní bazilikou Sacré-Cœur na jejím vrcholku. Na hřbitově Montmartre jsou pohřbeni mj. Heinrich Heine, Edgar Degas, Hector Berlioz či Jacques Offenbach.

- Tuileries je oblast mezi náměstím Svornosti (Place de la Concorde), Rue de Rivoli, Seinou a Louvrem, kde sídlili francouzští králové. Rozkládá se zde Tuilerijská zahrada. V jejím sousedství byl také královský Tuilerijský palác, který byl zničen v době Pařížské komuny v roce 1871. Z dalších památek je třeba zmínit tzv. Královský palác (Palais Royal).

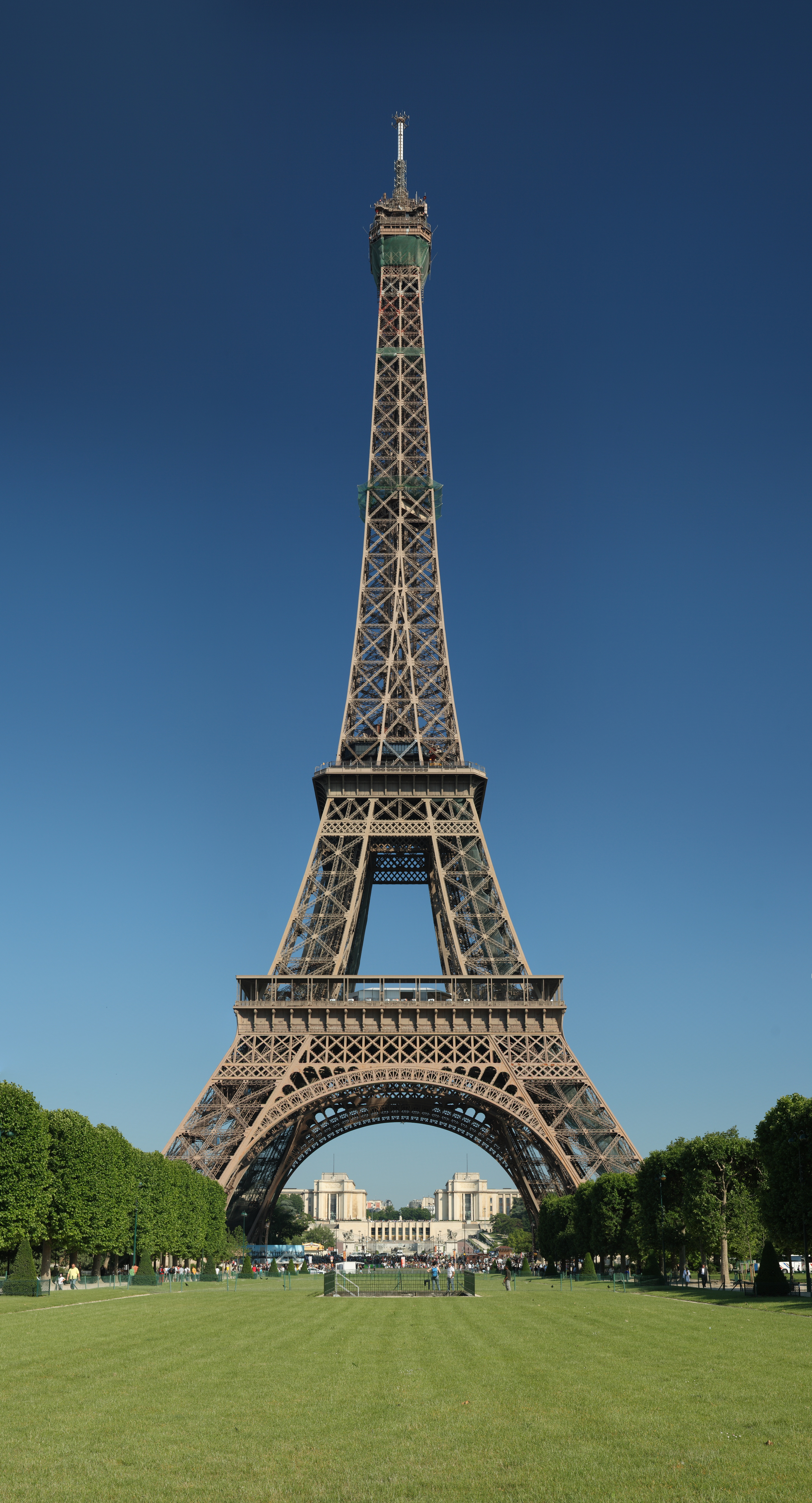
Eiffelova věž na Champ-de-Mars

- Beaubourg a Les Halles: Dominantami této části jsou modernistické stavby ze 70. let – obchodní centrum Forum des Halles vybudované na místě centrální pařížské tržnice a avantgardní kulturní Pompidouovo centrum.

- Opéra: Dominantou čtvrti je Palais Garnier, sídlo Pařížské opery (Opéra national de Paris). Je zde množství velkých obchodních domů (Printemps, Galeries Lafayette) a ředitelství francouzských bank (Crédit Lyonnais). Významnou stavbou je také kostel La Madeleine připomínající antický chrám, který začal v roce 1806 budovat Napoleon Bonaparte na oslavu svých vítězství.

- Champs-Elysées: Čtvrť je pojmenovaná podle široké třídy Avenue des Champs-Élysées, která spojuje Place de la Concorde s egyptským obeliskem a Vítězný oblouk a je hlavní obchodní ulicí v Paříži. Nacházejí se zde také Elysejský palác, sídlo francouzského prezidenta, či výstavní pavilony Grand Palais a Petit Palais, postavené u příležitosti Světové výstavy v roce 1900. Od nich vede přes řeku Seinu secesní most Alexandra III. (vybudovaný při stejné příležitosti) k Invalidovně.

- Quartier Latin (Latinská čtvrť) byla tradičním centrem na levém břehu a její historie je spojená s působením Pařížské univerzity. Ostatně její název pochází od latiny, jazyka studentů a profesorů. Zde stojí slavná Sorbonna i další vysoké školy (École normale supérieure, Collège de France aj.), nacházejí se tu i proslulá lycea (např. Lycée Louis-le-Grand nebo Lycée Saint-Louis), takže studentský charakter si uchovala do současnosti. Z významných památek se zde nachází také Pantheon, kde jsou pochovány významné francouzské osobnosti.

- Invalides: tato čtvrť je proslulá především Eiffelovou věží a monumentálním komplexem Invalidovny, podle níž má svůj název. Nachází se zde také Bourbonský palác, dnes sídlo Národního shromáždění.

- Saint-Germain-des-Prés bylo kdysi předměstí Paříže, kde byl v 6. století založen klášter Saint-Germain-des-Prés. Po druhé světové válce se čtvrť stala centrem intelektuálského dění, soustředěného kolem zdejších kaváren a barů (Café de Flore, Les Deux Magots). Z významných staveb je nutné zmínit Musée d'Orsay, muzeum výtvarného umění umístěné v budově bývalého nádraží.

- Luxembourg je klidnější čtvrť kolem Lucemburských zahrad s významnými objekty Lucemburským palácem a kostelem sv. Sulpicia.

- Montparnasse byl do druhé světové války centrem umělců a literátů, kteří se scházeli v podnicích La Coupole, La Rotonde, Closerie des Lilas nebo Le Dôme. Později prošla čtvrť značným úpadkem, jemuž měla zabránit výstavba administrativního centra s mrakodrapem Tour Montparnasse. Z dalších zajímavostí se zde nachází vstup do pařížských katakomb. Na montparnasském hřbitově byli pochováni mj. Guy de Maupassant, André Citroën, Frédéric Auguste Bartholdi, Charles Baudelaire, Samuel Beckett či Jean-Paul Sartre.

## Pařížské podzemí
Podzemí v Paříži z urbanistického hlediska, tj. vytvořené člověkem existovalo již ve středověku, kdy v okolí města vznikly kamenolomy na sádrovec severně od Seiny (především na kopci Montmartre) a na vápenec na jihu v oblasti dnešního parku Montsouris. Na Place Denfert-Rochereau se nachází vstup do Pařížských katakomb, které vznikly právě z bývalých podzemních lomů. Nejprve se jednalo o jednoduché chodby spojující lomy, které sloužily jako sklady, od 18. století se využívaly jako kostnice ze zrušených pařížských hřbitovů. Katakomby sehrály významnou roli za druhé světové války, kdy sloužily k úkrytu odbojářů. Dnes je jejich část zpřístupněna veřejnosti jako muzeum. Také Pařížská opera má rozsáhlé podzemí, jehož součástí je i nádrž zachycující spodní vodu, která dala vzniknout legendě o Fantomu opery. V moderní době byla ve městě vybudována především rozsáhlá podzemní parkoviště, např. pod Place du Carrousel během modernizace muzea Louvre.
V 19. století začala výstavba Pařížských stok, které mj. popisuje Victor Hugo ve svém románu Bídníci. Jejich celková délka (i mimo hranice města) dnes přesahuje 2400 km. Ukázku je možné navštívit v muzeu Stok poblíž Almského mostu. Podzemní chodby slouží též k uložení různého potrubí s vodou, plynem nebo topením, rozvodů elektřiny, telefonních a optických kabelů.
Rovněž významná část veřejné dopravy byla umístěna do podzemí. Na počátku 20. století zahájilo provoz pařížské metro, které má v současnosti 14 linek (pouze linky 2, 5 a 6 vedou v centru města částečně po povrchu). Nejhlubší stanicí je Abbesses, která leží 36 m pod povrchem. Od 60. let začala výstavba sítě RER ukrytá rovněž v podzemí. Tunelů pro silniční dopravu je v Paříži minimum. Jedná se především o křížení na Maršálských bulvárech, městský okruh pod Boulogneským lesíkem nebo rychlostní silnici Voie Georges-Pompidou, která vede částečně po nábřeží v tunelech. V jednom z nich pod Place de l'Alma zahynula při autonehodě v roce 1997 princezna Diana. Dokonce i vodní kanál Saint-Martin je v úseku mezi Rue du Faubourg-du-Temple a Place de la Bastille od roku 1907 ukrytý v podzemí. Stejně tak byl ve 20. století do podzemí ukryt tok řeky Bièvry.

## Mosty
V Paříži se přes Seinu klene 37 mostů, z nichž čtyři jsou určeny výhradně pro pěší (Pont des Arts, Passerelle Debilly, Passerelle Simone-de-Beauvoir a Passerelle Léopold-Sédar-Senghor) a dva jsou železniční (Viaduc d'Austerlitz pro linku 5 metra a Pont Rouelle pro linku RER C). Nejstarším dochovaným mostem je Pont Neuf (Nový most), který v roce 1607 dokončil král Jindřich IV. Jednalo se o první kamenný most ve městě (předchozí byly dřevěné). Prozatím jako poslední byla přes Seinu vystavěna v letech 1997–1999 lávka, která od roku 2006 nese jméno básníka a senegalského prezidenta Léopolda Sédara Senghora.
Další mosty a lávky vedou přes vodní kanály. Zajímavostí je Flanderský most z roku 1885, který je zvedací.

## Nábřeží
První nábřeží vznikla na počátku 16. století. Nejstarší je Quai des Grands-Augustins na levém břehu naproti ostrovu Cité. V roce 1753 vzniklo Náměstí Ludvíka XV. (dnešní Place de la Concorde) a souběžně s ním i nábřeží na obou stranách řeky.
Nábřeží Seiny v Paříži je od roku 1991 zapsané na seznamu světového dědictví UNESCO jako významný architektonický celek. Jedná se o nábřeží na obou březích řeky Seiny, jehož součástí jsou nejvýznamnější pařížské pamětihodnosti jako Eiffelova věž, Musée d'Orsay, Louvre nebo katedrála Notre-Dame, ale také historické mosty, které spojují oba břehy. Světové dědictví zahrnuje pouze nábřeží a stavby, které zde byly postaveny. Oblast začíná na obou stranách u Pont de Sully a končí u Pont d'Iéna na pravém břehu a u Pont de Bir-Hakeim na levém břehu. Rozkládá se na ploše 365 ha včetně ostrovů Cité a sv. Ludvíka.

## Fontány

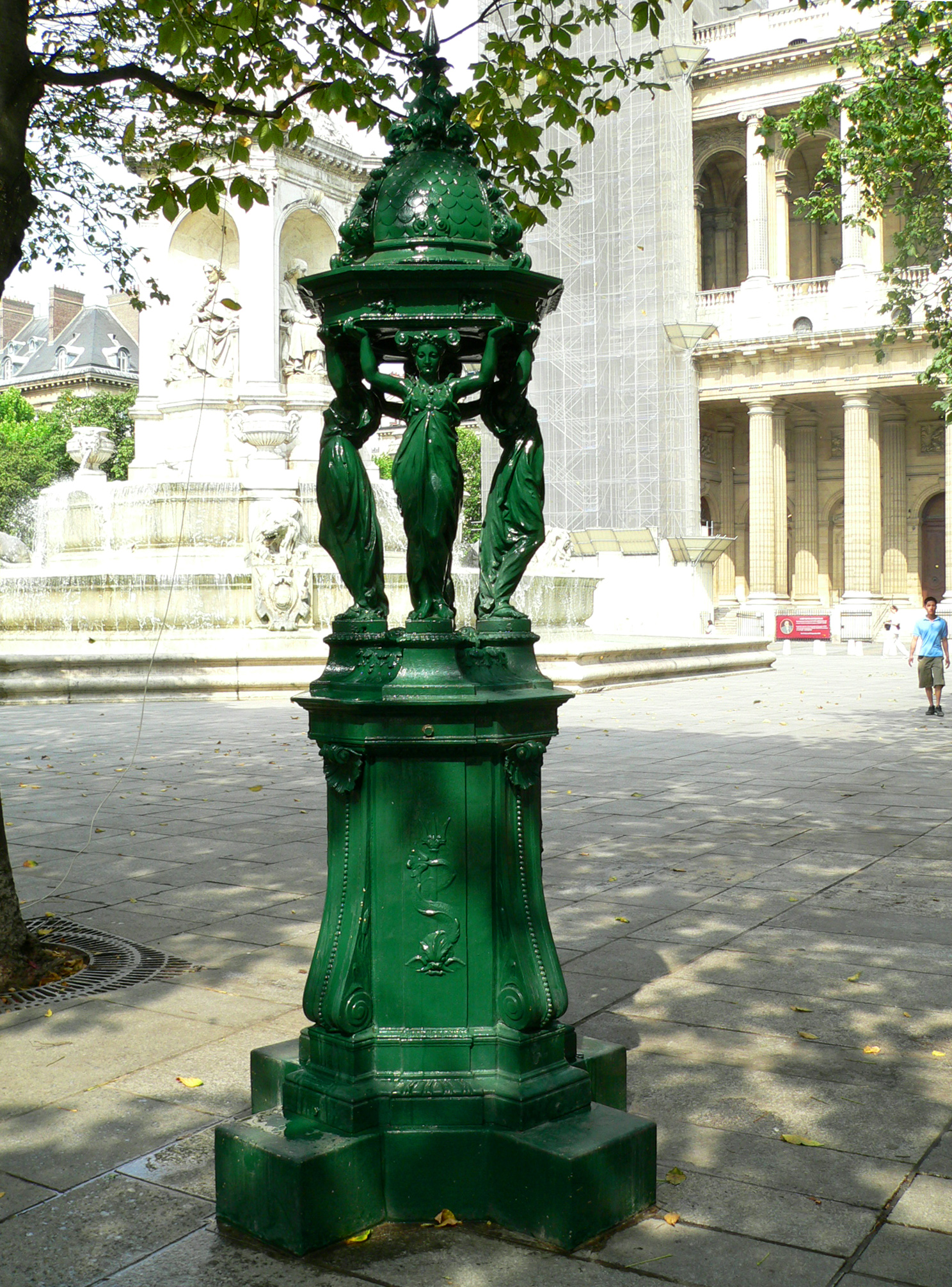
Wallaceova fontána na Place Saint-Sulpice

Fontány vznikaly ve městě pro potřebu zásobování obyvatel pitnou vodou již ve středověku (viz rámeček). Nejstarší dochovanou kašnou je renesanční fontána Neviňátek z let 1547–1549 poblíž Forum des Halles. V Paříži jsou rovněž kašny barokní (Boucheratova, Čtyř ročních období, Medicejská) a klasicistní (Charonne, Haudriettes, Petite-Halle), novoklasicistní (Marché-aux-Carmes, Martova, Mírová), novogotické (Panny Marie) a novorenesanční (Saint-Sulpice), secesní (Miroir d'eau, la Seine et ses affluents), z 20. století (Canyoneaustrate, Embâcle, Labyrint, Stravinského) i ryze moderní (La Danse de la fontaine émergente).
Zcela mimořádné postavení má Wallaceova fontána, která se ve městě nachází ve 119 exemplářích čtyř typů, a která se stala jedním ze symbolů Paříže.

## Kanalizace
První pařížské podzemní stoky vznikly již v římské době a jejich pozůstatky byly nalezeny pod úrovní dnešního bulváru Saint-Michel. Ve středověku byly stoky dlouho otevřené pod širým nebem. První kanalizační stoku z klenutého zdiva pod ulicí Rue Montmartre nechal v roce 1374 vybudovat pařížský prévôt Hugues Aubriot. Kanály se pozvolna rozrůstaly, ale až velká epidemie moru a cholery v roce 1832 donutila město v této oblasti přijmout rozsáhlá opatření.
Inženýr Eugène Belgrand pod vedením prefekta Haussmanna zahájil v roce 1854 rozsáhlou výstavbu kanalizačních tunelů, které odváděly odpadní vodu až dále po proudu za město, kde ji teprve vypouštěly do řeky poblíž města Asnières-sur-Seine. Znečištění Seiny tak stále pokračovalo, jen se posunulo až dále za Paříž. Podzemní kanály proto byly prodlouženy až do města Achères, kde byla v roce 1930 zprovozněna čistírna odpadních vod.
Podzemní kanalizační síť odvádí denně 2,5-3 milióny m3 odpadních vod a dešťových srážek do čtyř čistíren, odkud je voda vypouštěna do Seiny nebo Marny. Síť má v současnosti přes 2400 km štol. Malá část stok je zpřístupněna i veřejnosti jako muzeum.

## Moderní architektura
| \| Národní knihovna \| Cité de la mode et du design \| Pyramida v Louvru \| Cité de la musique \| \| Dům japonské kultury \| Musée du quai Branly \| Grand Pavois de Paris \| Kaple Panny Marie Moudré \| \| Forum des Halles \| Maison de verre \| Opéra Bastille \| Kongresový palác \| \| Univerzita Paříž VII (přestavba skladiště) \| Institut du monde arabe \| Nádraží Porte de Clichy \| Sídlo ministerstva financí \| \| Fondation Cartier \| Orgues de Flandre \| Tour Zamansky (v rekonstrukci) \| Cheminée du Front-de-Seine \| \| \| \| \| \| |                              |                                |                            |
| Národní knihovna | Cité de la mode et du design | Pyramida v Louvru              | Cité de la musique         |
| Dům japonské kultury | Musée du quai Branly         | Grand Pavois de Paris          | Kaple Panny Marie Moudré   |
| Forum des Halles | Maison de verre              | Opéra Bastille                 | Kongresový palác           |
| Univerzita Paříž VII (přestavba skladiště) | Institut du monde arabe      | Nádraží Porte de Clichy        | Sídlo ministerstva financí |
| Fondation Cartier | Orgues de Flandre            | Tour Zamansky (v rekonstrukci) | Cheminée du Front-de-Seine |
| |                              |                                |                            |

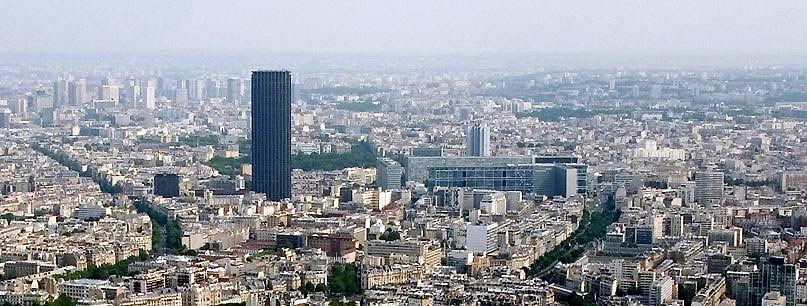
Tour Montparnasse a nádraží Montparnasse

V Paříži se nacházejí ukázky všech významných evropských architektonických slohů od architektury starověkého Říma z 1. století n. l. po moderní a postmoderní architekturu 20. a 21. století. Nové stavby vznikají na území města i přes omezení kvůli zachování historického vzhledu, o které se stará Komise staré Paříže a občanské sdružení Paris historique. V Paříži od druhé poloviny 20. století vznikly jak samostatné stavby, tak proběhly i komplexní projekty na přestavbu celých čtvrtí. Moderní výstavba vzešla zčásti díky impulsům zvaným Grands projects (Velké projekty) či Grands travaux (Velké činy), které vyhlašovali francouzští prezidenti počínaje Charlesem de Gaullem.

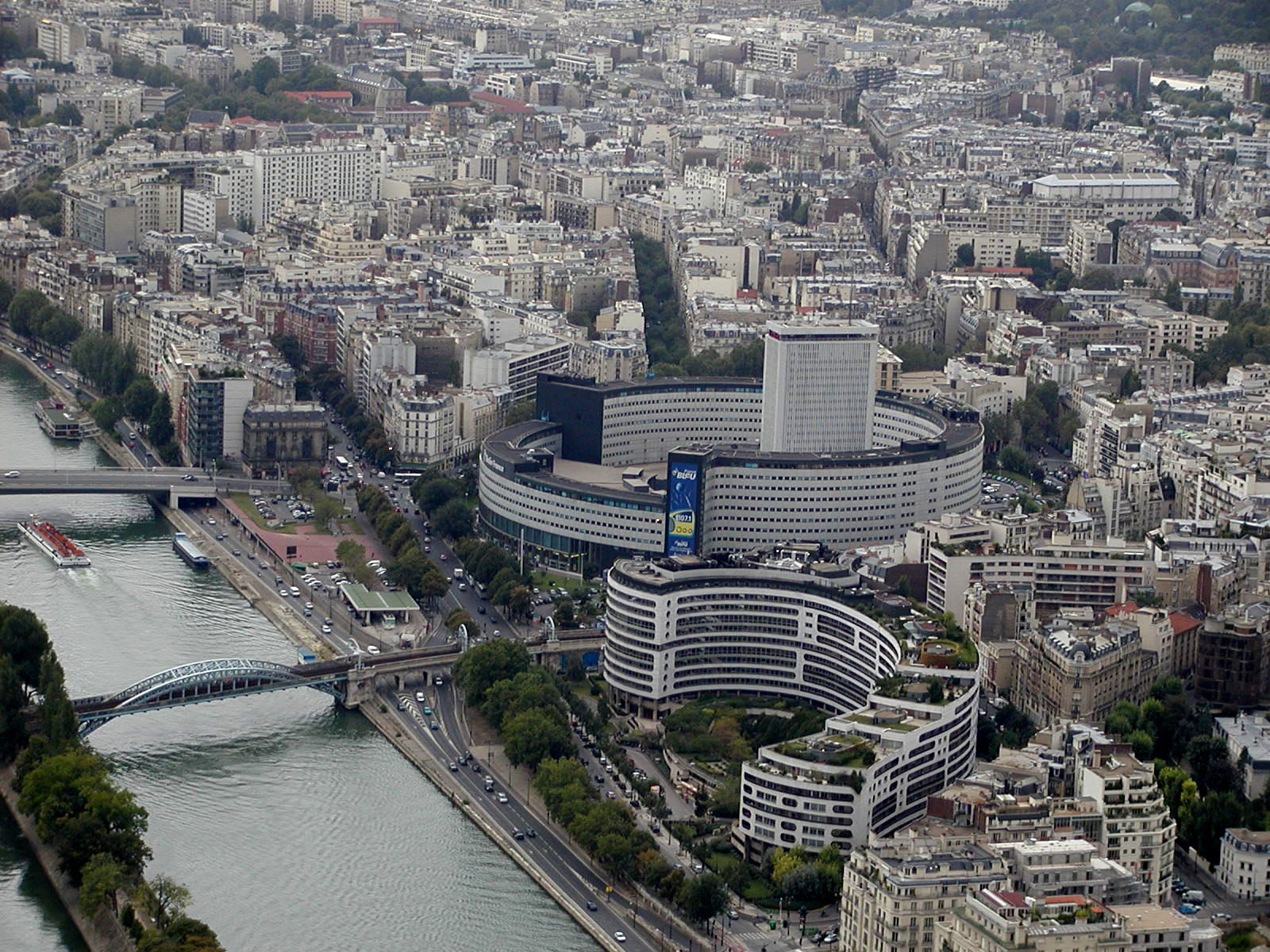
Maison de Radio France z Eiffelovy věže

Z prvních významných budov postavených v poválečných letech to jsou sídlo UNESCO (1955–1958) a Maison de Radio France (1953–1963). V roce 1958 začala výstavba univerzitního kampusu Jussieu, jehož dominantou je mrakodrap Tour Zamansky z roku 1970.
V 60. letech 20. století bylo rozhodnuto renovovat několik oblastí. Ze čtvrti Montparnasse se měla stát obchodní čtvrť levého břehu, čímž by se pozměnila dosavadní tvář této historické lokality. Staré železniční nádraží bylo zbořeno a na jeho místě bylo postaveno nové nádraží Montparnasse a nedaleko od něj obchodní centrum a mrakodrap Tour Montparnasse dokončený v roce 1973 (architekt Roger Saubot). Okolní zástavba zůstala nedotčena.
Druhý projekt se nazýval Italie 13. Zahrnoval oblast 13. obvodu kolem náměstí Place d'Italie a vycházel z návrhů městských urbanistů od počátku 20. století na zlepšení periferních obvodů v Paříži. Renovace tohoto území však neměla probíhat jen jako pouhá oprava stávajících staveb, ale měla být uskutečněna úplná přestavba, která vycházela z Athénské charty koncipované Le Corbusierem, tj. vysoké obytné domy s množstvím prosvětlených bytů a vymezení dopravních funkcí, kdy jsou hlavní silnice odděleny od pěších zón. Tento koncept nejlépe naplnila obytná čtvrť Les Olympiades.
Projekt Italie 13 měl zpočátku silnou podporu politických představitelů Páté republiky. Pařížská rada jej schválila 13. ledna 1966 a provedení svěřila soukromému sektoru. Bylo vybráno území o rozloze 87 ha, projekt zahrnoval výstavbu 16 400 bytů a 150 000 m2 obchodních prostor a kanceláří a také školy a malé zahrady. Všechny obytné budovy měly mít zhruba stejnou výšku – asi 30 pater.

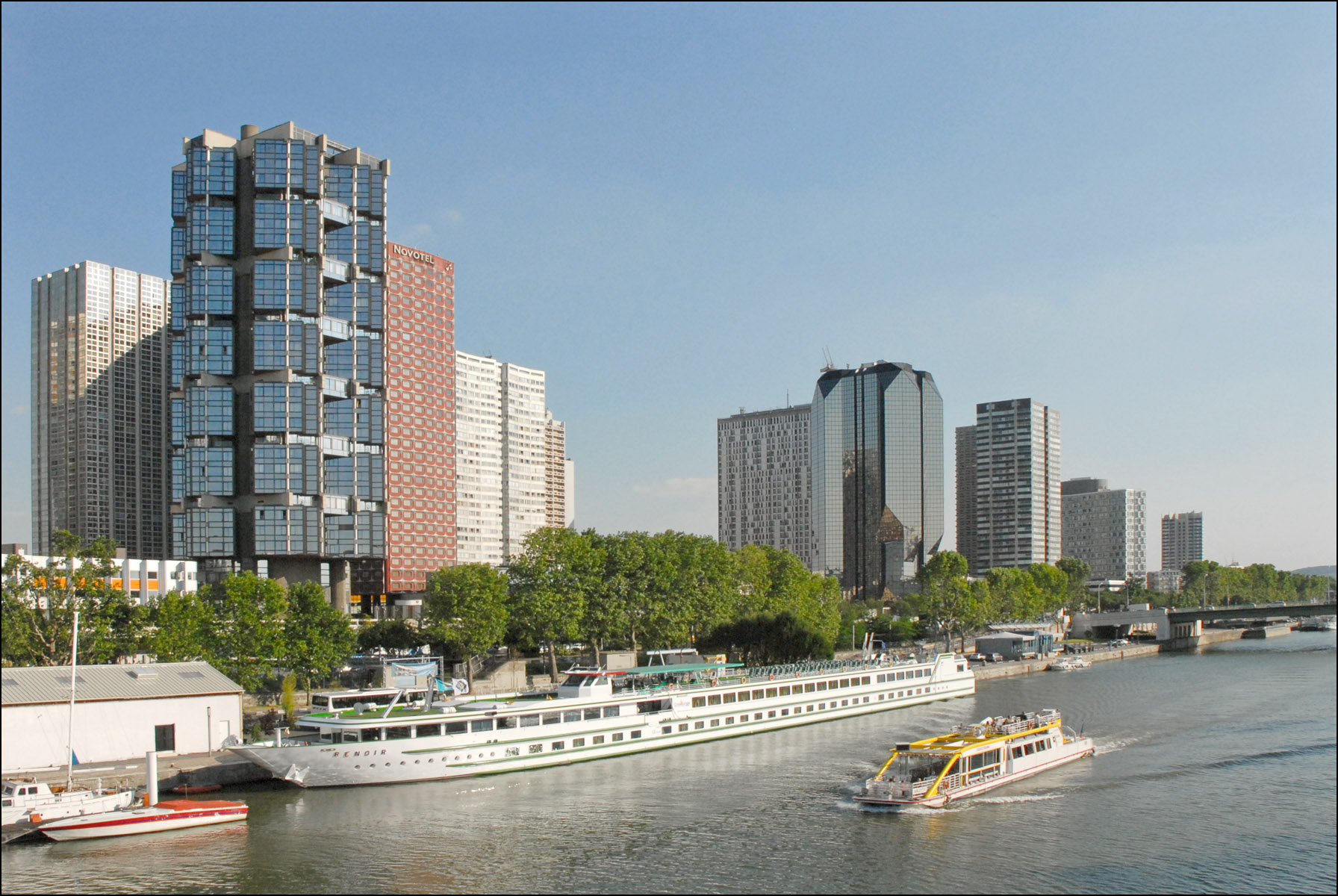
Mrakodrapy Front-de-Seine

Třetí akcí byla obytná a obchodní čtvrť Beaugrenelle na nábřeží řeky Seiny v 15. obvodu, kde se v 19. století rozkládala průmyslová oblast. V roce 1961 vznikla společnost SEMEA 15 (Société d'économie mixte d'équipement et d'aménagement du 15e arrondissement), která byla pověřena celkovou organizací a přestavbou celé čtvrtě. Stavební práce začaly v roce 1967. S příchodem ekonomické krize se od roku 1976 objevily problémy na trhu s nemovitostmi a na konci 70. let již výstavba byla ukončena. Posledním dokončeným projektem byl mrakodrap Tour Cristal, dokončený po mnoha změnách v projektech v roce 1990. Během 10 let zde vznikla skupina asi 20 mrakodrapů nazývaná Front-de-Seine.
Oproti mrakodrapům postaveným v rámci operace Italie 13 mají zdejší stavby různou formu, tvar a styly, ovšem jejich výška je přibližně stejná (cca 100 m). Na rozdíl od Italie 13, kde převažují obytné domy a čtvrti La Défense, kde jsou převážně kancelářské budovy, je Front-de-Seine koncipována jako smíšená zóna s nájemnými obytnými domy i s kancelářskými budovami.

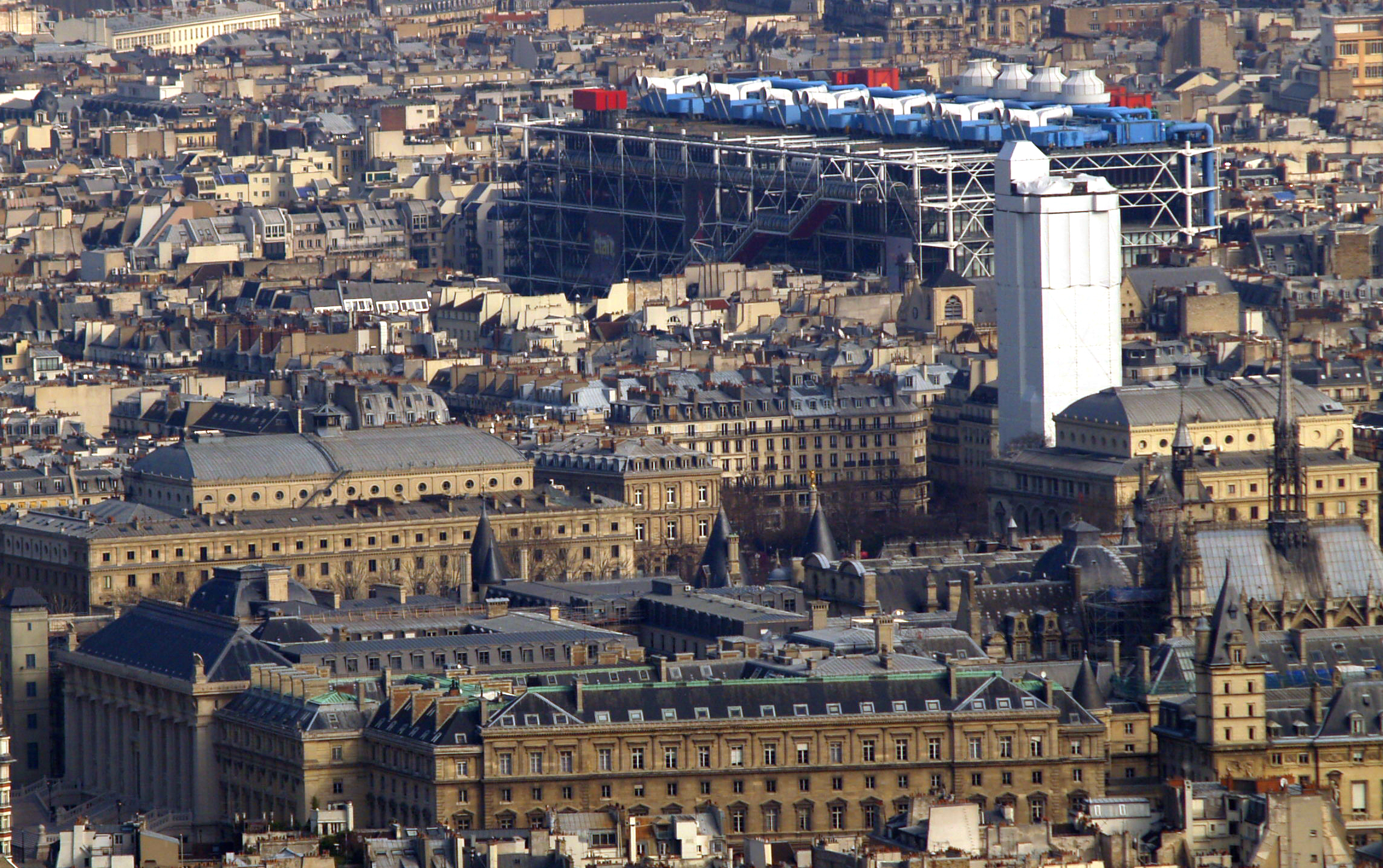
Centre Georges Pompidou (v pozadí) z Tour Montparnasse

Prezident Georges Pompidou, který zastával úřad v letech 1969–1974, nejenom že podporoval výstavbu z předchozího období, ale sám inicioval v roce 1970 výstavbu Centre Georges Pompidou, které však bylo dokončeno až tři roky po jeho smrti v roce 1977. V roce 1971 začala v samém centru města demolice pařížské tržnice a výstavba obchodního a kulturního centra Forum des Halles s rozsáhlým podzemním nádražím a stanicí metra.
V roce 1974 nový prezident Valéry Giscard d'Estaing (v úřadu 1974–1981) zastavil podporu rozsáhlých urbanistických projektů a operace Italie 13 tak byla dokončena oproti původním plánům jen částečně. Výstavba výškových budov, která se v 60. letech jevila jako průlom v urbanismu, nepřinesla 13. obvodu vyšší estetickou úroveň. Uniformní domy ční nad okolní zástavbou mnohem výrazněji než stavby Front-de-Seine. Nicméně čtvrť Les Olympiades si udržela obchody a služby a prostory mezi stavbami nejsou tak vylidněné jako u Front-de-Seine. Vzhledem k těmto zkušenostem bylo ve Francii a v Paříži obzvlášť, od operací tohoto typu upuštěno a urbanistické změny jsou mnohem skromnější.
Valéry Giscard d'Estaing věnoval pozornost jiným projektům. Upřednostňoval renovaci stávajících budov a jejich nové využití. K zásadním dílům patří přeměna opuštěného nádraží Orsay na Musée d'Orsay a založení Cité des sciences et de l'industrie (1980–1986, Adrien Fainsilber) v prostoru bývalých jatek v La Villette. Zde později vznikl i koncertní sál Zénith de Paris (1983–1984, Philippe Chaix a Jean-Paul Morel). Nicméně i on v roce 1980 založil Institut du monde arabe, jehož stavbu realizoval až v letech 1983–1987 francouzský architekt Jean Nouvel.
Všechny tyto projekty však byly dokončeny až za jeho nástupce Françoise Mitterranda (prezidentem 1981–1995). Ten již na své první tiskové konferenci po nástupu do úřadu oznámil záměr rekonstrukce muzea Louvre. Projekt byl bez vypsání architektonické soutěže svěřen americkému architektovi čínského původu I. M. Peiovi. Celá přestavba včetně skleněné pyramidy (otevřená 1989) na nádvoří byla dokončena v roce 1993 u příležitosti 200. výročí založení muzea. Protože v severním křídle paláce Louvre sídlilo ministerstvo financí, byla pro něj v letech 1984–1989 postavena nová budova (architekti Paul Chemetov a Borja Huidobro) ve východní části města, kde ve stejnou dobu vznikal nový park Bercy a víceúčelová sportovní hala Palais omnisports de Paris-Bercy (1981–1984).
Mitterrand se rovněž během svého prvního funkčního období zasadil o vybudování Opery Bastilla (1983–1989, Carlos Ott) na náměstí Place de la Bastille. Premiéra se konala 13. července 1989 v předvečer 200. výročí útoku na Bastillu. Ke stejnému výročí byla postavena i Grande Arche ve čtvrti La Défense (1985–1989, Johan Otto von Spreckelsen).

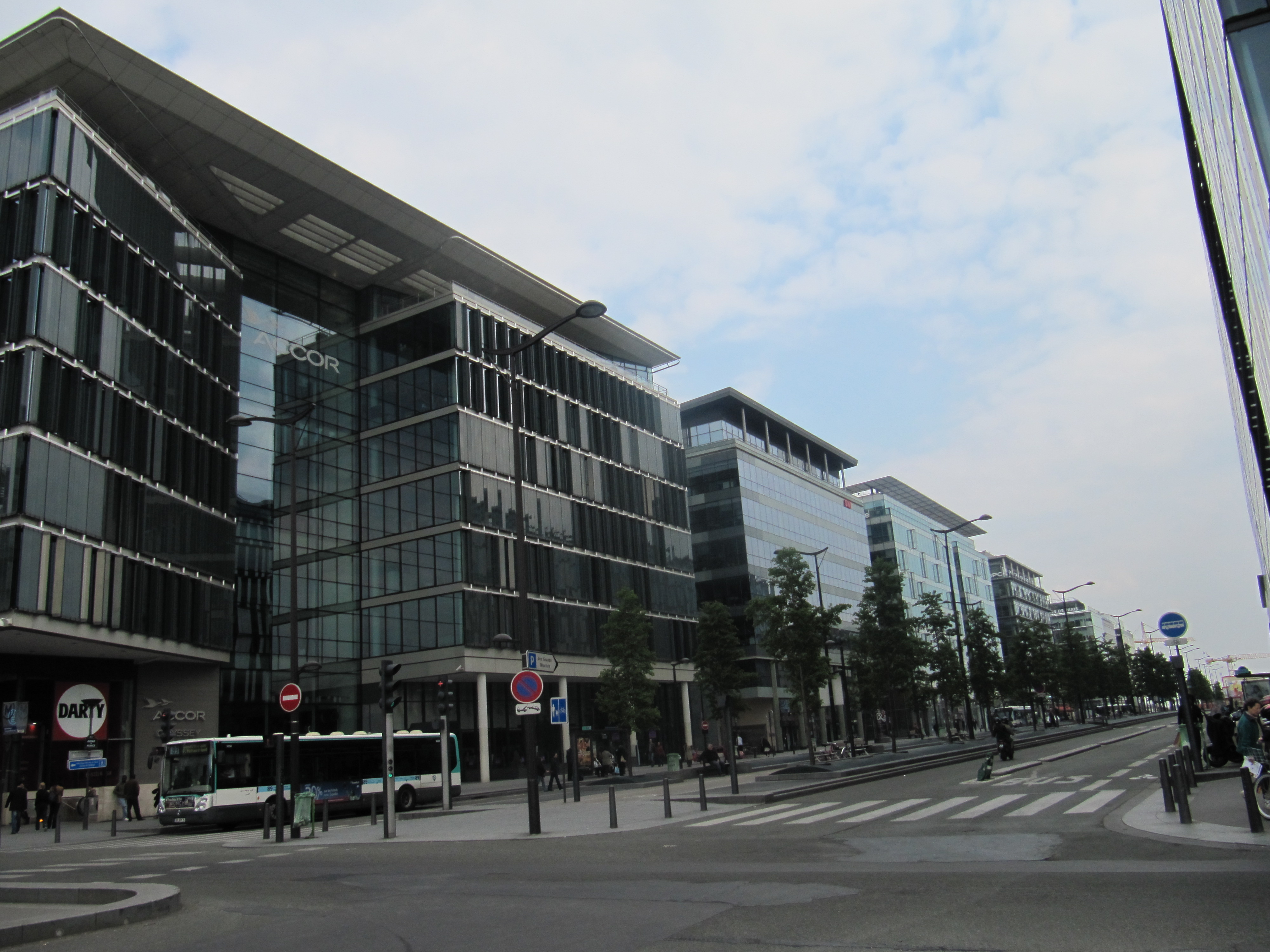
Paris Rive Gauche

Projekt Paris Rive Gauche realizovaný od 90. let jen několik set metrů od čtvrti Les Olympiades představuje návrat k tradiční městské zástavbě, jen při použití nových stavebních materiálů. Tato nová čtvrť postupně vzniká na levém břehu Seiny ve 13. obvodu od Slavkovského nádraží až po Boulevard périphérique. Jedná se o nejrozsáhlejší urbanistický projekt na území Paříže od operací Italie 13 a Front-de-Seine. Zahrnuje území o rozloze 130 ha. Developerem celé lokality je společnost SEMAPA (Société d'économie mixte d'aménagement de Paris). Na projektu spolupracuje mnoho architektů a krajinářů z Francie i zahraničí, např. Christian de Portzamparc, Norman Foster, Ricardo Bofill, Jean-Michel Wilmotte aj.
Jednalo se o průmyslovou oblast, částečně opuštěnou a zchátralou. Pařížská rada schválila v roce 1991 plán rozvoje území s názvem Seine Rive Gauche (v roce 1996 přejmenovaný na Paris Rive Gauche), který byl posledním velkým projektem bývalého starosty Jacquese Chiraca. První obytné domy byly dokončeny v roce 1996 a ve stejném roce byla otevřena budova Francouzské národní knihovny (architekt Dominique Perrault) a Pont Charles-de-Gaulle. První komerční budovy byly otevřeny v roce 1997. Následovalo zprovoznění linky 14 (1998), zahájení prací v jižní části čtvrtě (2000), první úsek Avenue de France (2001), Collège Thomas-Mann (2002), Cité de la mode et du design (2010) aj. V červenci 2006 byla zprovozněna lávka Simone de Beauvoir spojující Národní knihovnu s parkem Bercy na druhé straně Seiny. Ve stejné době byly otevřeny plovoucí lázně – bazén Josephiny Bakerové na Seině pod Národní knihovnou. Kampus Paris Rive Gauche o rozloze 155 000 m2 pro Univerzitu Paříž VII-Denis Diderot byl otevřen v roce 2007 a jeho dokončení je plánováno na rok 2012.

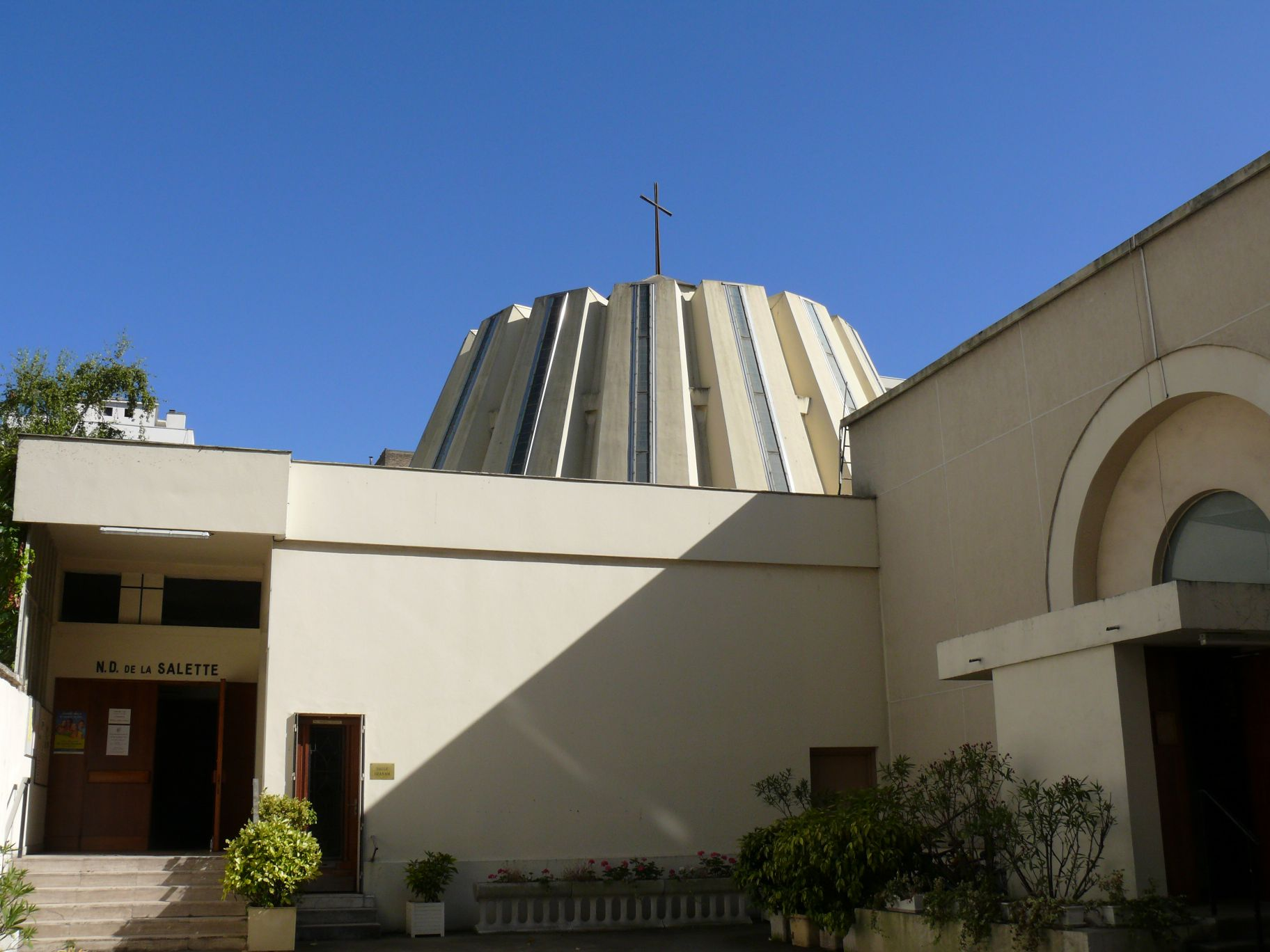
Kostel Panny Marie z La Saletty

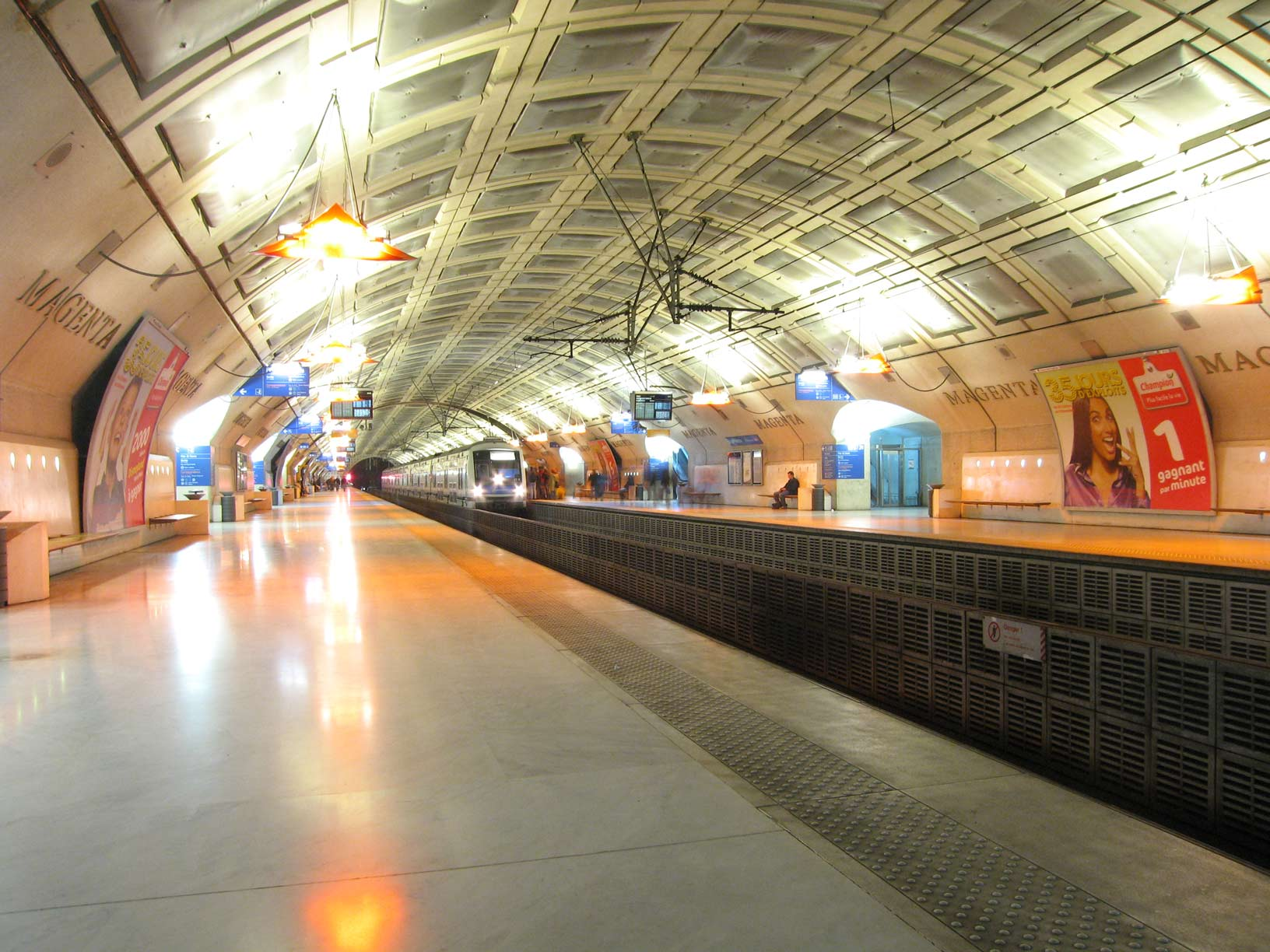
Podzemní nádraží Magenta

Také Jacques Chirac ve funkci prezidenta (1995–2007) pokračoval v tradici nových staveb. Dne 20. června 2006 otevřel Musée du quai Branly (Jean Nouvel) věnované mimoevropskému umění. Kromě toho v 90. letech vznikla řada menších, ale pozoruhodných staveb některé financované i soukromým sektorem jako Fondation Cartier (1994, Jean Nouvel), American Center (1994, Frank Gehry), dnes Muzeum kinematografie, Cité de la musique (1995, Christian de Portzamparc) nebo Dům japonské kultury (1997, Kenneth Armstrong a Masayuki Yamanaka).
Posledními projekty jsou např. Philharmonie de Paris Jeana Nouvela (dokončení 2014) nebo Tour du Palais de Justice s datem dokončení v roce 2015.
Mezi architektonicky cenné dopravní stavby lze počítat mosty přes Seinu Pont Charles-de-Gaulle (1993–1996), Passerelle Léopold-Sédar-Senghor (1997–1999), Passerelle Simone-de-Beauvoir (2005–2006) a několik podzemních železničních stanic, např. nádraží Françoise Mitterranda (2000), Haussmann – Saint-Lazare (1999) či Magenta (1999).
Z náboženských staveb vznikly v Paříži od druhé poloviny 20. století kostely Panny Marie (Prostřednice všech milostí, 1954), Nanebevzetí Panny Marie v Buttes Chaumont (1968), svaté Jany de Chantal (1962), Panny Marie z La Saletty (1965), svatého Marcela (1966), svaté Kolety v Buttes-Chaumont (1992), Notre-Dame-des-Foyers (1995), svatého Lukáše (1999), Panny Marie Nadějné (1997), Notre-Dame-de-l'Arche-d'Alliance (1998), Panny Marie Moudré (2000), sv. Františka (2005) nebo Panny Marie Čínské (2005).

## Pařížské pamětihodnosti
| \| Pořadí / Název \| Pořadí / Název \| 2006 \| 2007 \| \| -------------- \| ------------------------------------------- \| ---------- \| ---------- \| \| 1 \| Katedrála Notre-Dame \| 13 650 000 \| 13 650 000 \| \| 2 \| Bazilika Sacré-Cœur \| 10 500 000 \| 10 500 000 \| \| 3 \| Musée Louvre \| 8 348 000 \| 8 260 000 \| \| 4 \| Eiffelova věž \| 6 695 131 \| 6 797 409 \| \| 5 \| Centre Georges Pompidou \| 5 133 506 \| 5 509 425 \| \| 7 \| Musée d'Orsay \| 3 009 203 \| 3 166 509 \| \| 6 \| Cité des sciences et de l'industrie \| 3 055 000 \| 3 030 628 \| \| 8 \| Kaple Notre-Dame-de-la-Médaille-miraculeuse \| 2 000 \| 2 000 \| \| 9 \| Vítězný oblouk \| 1 330 738 \| 1 543 295 \| \| 10 \| Musée du quai Branly \| 952 770 \| 1 379 623 \| \| 11 \| Muséum national d'histoire naturelle \| 1 344 \| 1 372 804 \| \| 12 \| Invalidovna \| 1 130 841 \| 1 188 728 \| \| 13 \| Sainte Chapelle \| 833 392 \| 866 982 \| \| 14 \| Musée Grévin \| 682 000 \| 762 000 \| \| 15 \| Institut du monde arabe \| 822 285 \| 724 805 \| \| 16 \| Musée Rodin \| 621 513 \| 700 001 \| \| 17 \| Musée de l'Orangerie \| 447 093 \| 598 762 \| \| 18 \| Petit Palais \| 787 418 \| 576 339 \| \| 19 \| Tour Montparnasse \| 458 000 \| 554 372 \| \| 20 \| Pantéon \| 454 999 \| 507 452 \| \| \| \| \| \| | Portál katedrály Note-Dame Kupole Sainte Chapelle     |            |            |
| \| Pořadí / Název \| Pořadí / Název \| 2006 \| 2007 \| \| -------------- \| ------------------------------------------- \| ---------- \| ---------- \| \| 1 \| Katedrála Notre-Dame \| 13 650 000 \| 13 650 000 \| \| 2 \| Bazilika Sacré-Cœur \| 10 500 000 \| 10 500 000 \| \| 3 \| Musée Louvre \| 8 348 000 \| 8 260 000 \| \| 4 \| Eiffelova věž \| 6 695 131 \| 6 797 409 \| \| 5 \| Centre Georges Pompidou \| 5 133 506 \| 5 509 425 \| \| 7 \| Musée d'Orsay \| 3 009 203 \| 3 166 509 \| \| 6 \| Cité des sciences et de l'industrie \| 3 055 000 \| 3 030 628 \| \| 8 \| Kaple Notre-Dame-de-la-Médaille-miraculeuse \| 2 000 \| 2 000 \| \| 9 \| Vítězný oblouk \| 1 330 738 \| 1 543 295 \| \| 10 \| Musée du quai Branly \| 952 770 \| 1 379 623 \| \| 11 \| Muséum national d'histoire naturelle \| 1 344 \| 1 372 804 \| \| 12 \| Invalidovna \| 1 130 841 \| 1 188 728 \| \| 13 \| Sainte Chapelle \| 833 392 \| 866 982 \| \| 14 \| Musée Grévin \| 682 000 \| 762 000 \| \| 15 \| Institut du monde arabe \| 822 285 \| 724 805 \| \| 16 \| Musée Rodin \| 621 513 \| 700 001 \| \| 17 \| Musée de l'Orangerie \| 447 093 \| 598 762 \| \| 18 \| Petit Palais \| 787 418 \| 576 339 \| \| 19 \| Tour Montparnasse \| 458 000 \| 554 372 \| \| 20 \| Pantéon \| 454 999 \| 507 452 \| \| \| \| \| \| | Zdroj: Le tourisme à Paris. Chiffres clés 2008, s. 24 |            |            |
| Pořadí / Název | Pořadí / Název                                        | 2006       | 2007       |
| 1 | Katedrála Notre-Dame                                  | 13 650 000 | 13 650 000 |
| 2 | Bazilika Sacré-Cœur                                   | 10 500 000 | 10 500 000 |
| 3 | Musée Louvre                                          | 8 348 000  | 8 260 000  |
| 4 | Eiffelova věž                                         | 6 695 131  | 6 797 409  |
| 5 | Centre Georges Pompidou                               | 5 133 506  | 5 509 425  |
| 7 | Musée d'Orsay                                         | 3 009 203  | 3 166 509  |
| 6 | Cité des sciences et de l'industrie                   | 3 055 000  | 3 030 628  |
| 8 | Kaple Notre-Dame-de-la-Médaille-miraculeuse           | 2 000      | 2 000      |
| 9 | Vítězný oblouk                                        | 1 330 738  | 1 543 295  |
| 10 | Musée du quai Branly                                  | 952 770    | 1 379 623  |
| 11 | Muséum national d'histoire naturelle                  | 1 344      | 1 372 804  |
| 12 | Invalidovna                                           | 1 130 841  | 1 188 728  |
| 13 | Sainte Chapelle                                       | 833 392    | 866 982    |
| 14 | Musée Grévin                                          | 682 000    | 762 000    |
| 15 | Institut du monde arabe                               | 822 285    | 724 805    |
| 16 | Musée Rodin                                           | 621 513    | 700 001    |
| 17 | Musée de l'Orangerie                                  | 447 093    | 598 762    |
| 18 | Petit Palais                                          | 787 418    | 576 339    |
| 19 | Tour Montparnasse                                     | 458 000    | 554 372    |
| 20 | Pantéon                                               | 454 999    | 507 452    |
| |                                                       |            |            |

Návštěvníci z Francie i každoročních 26 miliónů turistů z ciziny najdou ve městě velké množství světských a církevních stavebních památek od dob římské Galie po současnost zastupující všechny architektonické slohy. Památky jako Eiffelova věž, bazilika Sacré-Cœur, Louvre, katedrála Notre-Dame, Invalidovna nebo Vítězný oblouk a Champs-Élysées jsou charakteristické symboly Paříže. Nábřeží Seiny zařadilo v roce 1991 UNESCO na seznam Světového dědictví.

### Světské stavby

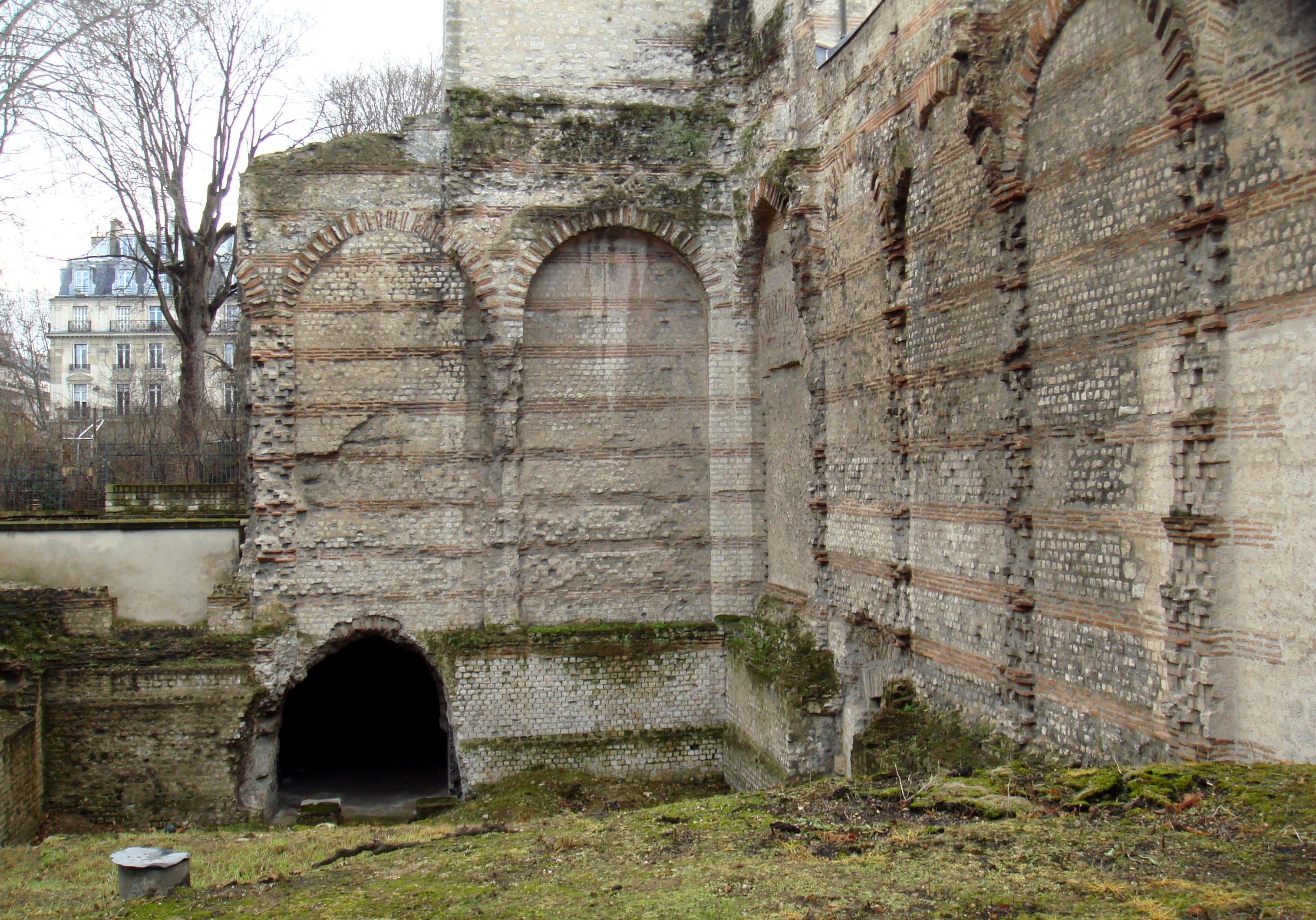
Pozůstatky římských lázní (frigidarium)

#### Antické památky
Nejstarším monumentem na území města, jehož vznik však nemá s dějinami Paříže nic společného, je obelisk uprostřed náměstí Place de la Concorde. Obelisk pochází z chrámu v Luxoru z období vlády Ramesse II. a v Paříži byl vztyčen v roce 1836 jako dar místokrále Muhammada Alího králi Ludvíku Filipovi. Dochované pařížské památky z dob starověkého Říma se nacházejí v Latinské čtvrti na úpatí Montagne Sainte-Geneviève, kde v 1. století n. l. vzniklo centrum tehdejšího města. Z této doby pocházejí rekonstruované pozůstatky Arény Lutetie a ruiny tzv. Lázní Cluny z přelomu 2. a 3. století. Méně viditelné stopy galo-římské epochy se nacházejí na ostrově Cité pod náměstím Parvis Notre-Dame - place Jean-Paul-II v Crypte archéologique, kde jsou zpřístupněny základy domů. Jedinou sochařskou památkou z tohoto období je tzv. Sloup převozníků uchovávaný v Národním muzeu středověku.

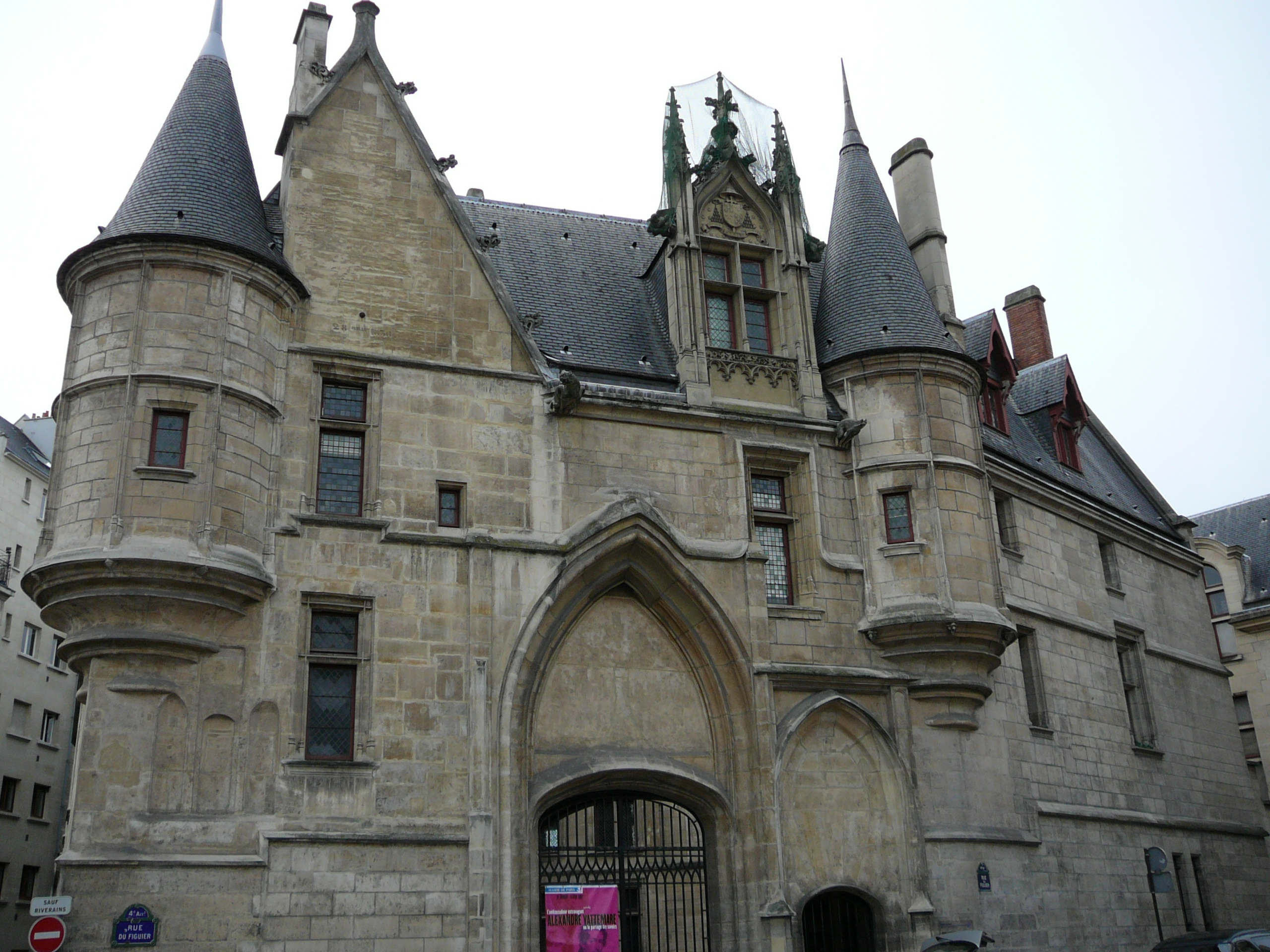
Hôtel de Sens, sídlo Bibliothèque Forney

#### Středověké památky
Po pádu Římské říše vznikaly nejprve převážně církevní stavby. Franští králové Neustrie využívali bývalý palác římského místodržícího na ostrově Cité, který byl během následujících staletí rozšiřován a přestavován do komplexu známého dnes jako Palais de la Cité. Nejstarší dochované části tohoto paláce pocházejí z první poloviny 13. století, kdy Ludvík IX. nechal Pierrem de Montreuil zřídit královskou kapli Sainte Chapelle a dolní části tzv. věže Bonbec na severní fasádě. Sousedící věže Tour d'Argent (Stříbrná věž), Tour de César (Césarova věž) a Tour de l'Horloge (Hodinová věž) vznikly později za vlády Filipa IV. Sličného. Součástí královského paláce byl palác purkrabího, nazývaný Conciergerie (fr. concierge – správce), který posléze sloužil jako vězení. Po roce 1358 byl Palais de la Cité králem opuštěn a královskou rezidencí se stal dnes již zaniklý Hôtel Saint-Pol na pravém břehu. Filip II. August rozhodl o vybudování mohutných městských hradeb, jejichž největší část se dodnes dochovala v ulici Rue des Jardins-Saint-Paul. Součástí opevnění byl i hrad Louvre. Samotný Louvre byl mohutně přestavován v následujících staletích, takže gotické jsou pouze jeho základy. Gotickou architekturu dobře reprezentuje Hôtel de Clisson, něhož se dochovala vstupní brána z roku 1380, Věž Jana Nebojácného (1409–1411) a později postavené Hôtel de Sens (1475–1507) a Hôtel de Cluny (1485–1510).

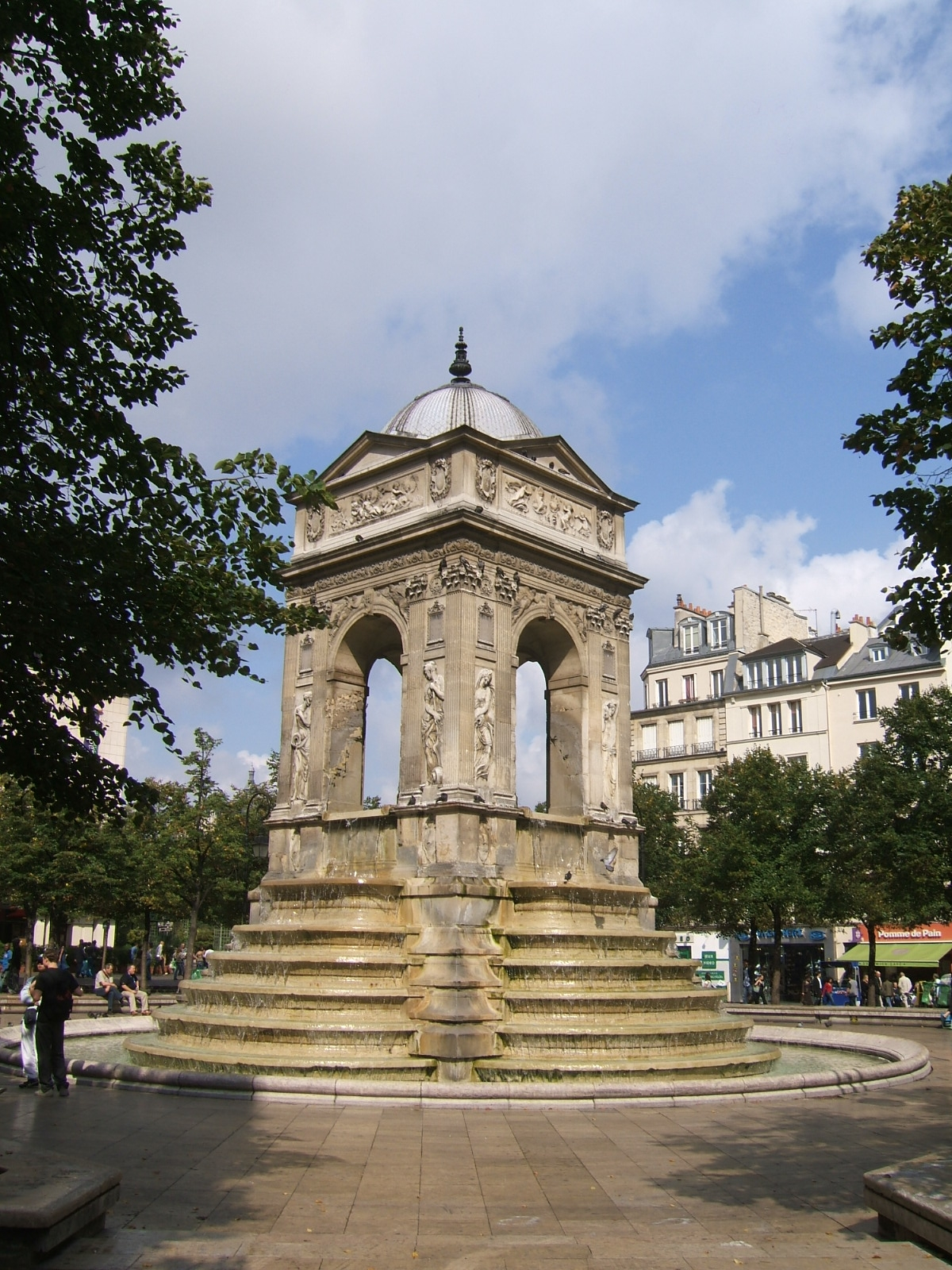
Fontána Neviňátek

#### Raně novověké památky
Výstavba pozdně gotických paláců Sens a Cluny již spadá do období raného novověku, stejně jako další renesanční městské paláce ve čtvrti Marais ze 2. poloviny 15. a ze 16. století jako např. Hôtel Carnavalet, Hôtel d'Angoulême Lamoignon, Hôtel de Marle. Z let 1547–1549 pochází renesanční fontána Neviňátek, která je nejstarší dochovanou kašnou v Paříži. V letech 1551–1628 byla s povolením Františka I. vybudována pařížská radnice ve stylu zámků na Loiře. Původní stavba vyhořela v roce 1871 za Pařížské komuny, dnešní budova je kopií předcházející stavby z let 1874–1882. V roce 1578 byla zahájena stavba Pont Neuf.

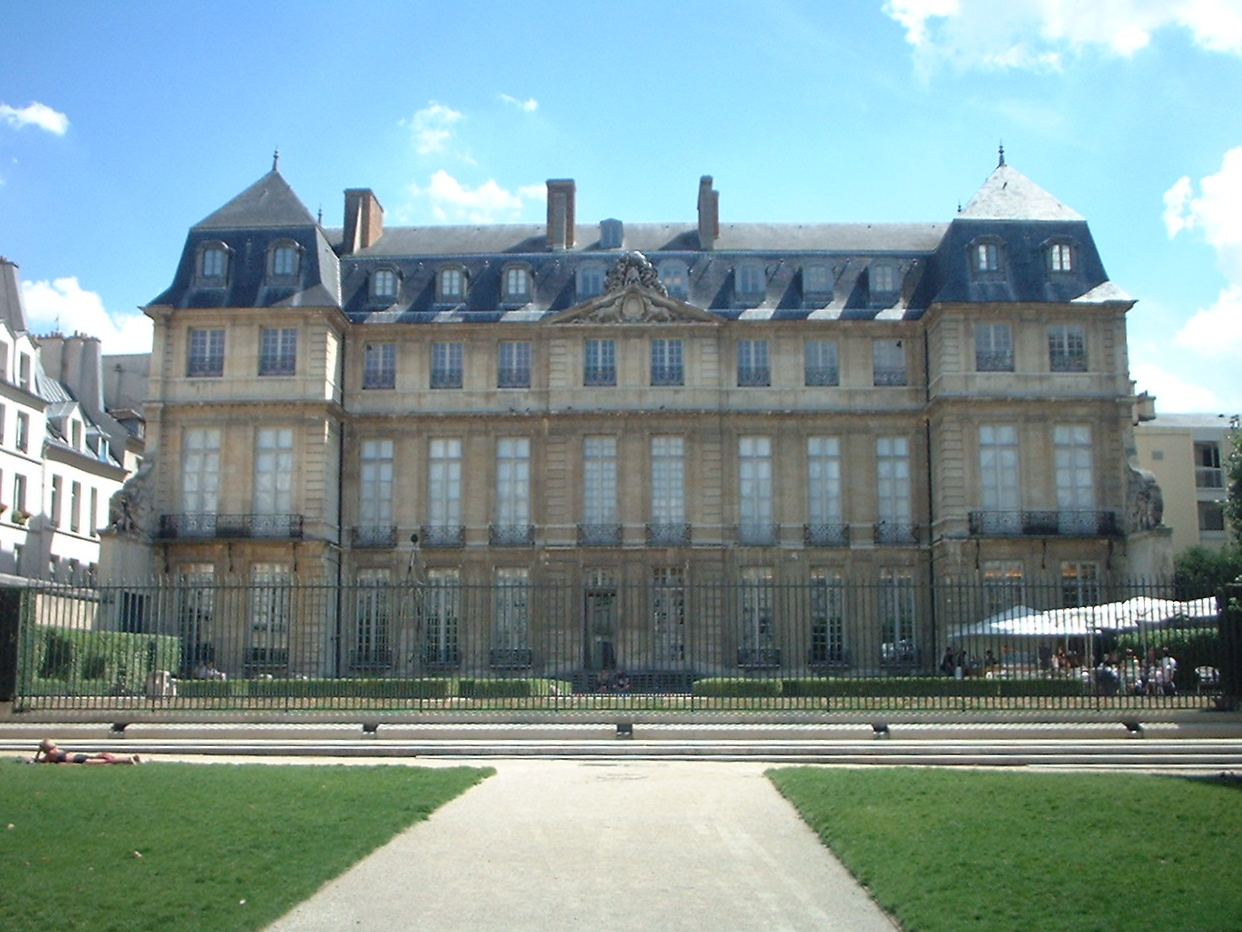
Hôtel Salé, kde sídlí Musée Picasso

#### Památky 17. století
Král Jindřich IV. inicioval v roce 1605 výstavbu Place des Vosges, které se stalo vzorem pro náměstí v mnoha jiných městech. V jeho blízkosti následně vzniklo množství městských paláců, z nichž mnohé se dochovaly do dodnes (Hôtel de Sully, Hôtel de Rohan-Guémené, Hôtel Salé, Hôtel Le Peletier de Saint-Fargeau aj.). V roce 1615 nařídila Marie Medicejská vystavět Lucemburský palác dokončený roku 1631, kde dnes zasedá francouzský Senát, a jehož součástí je Lucemburská zahrada. Palais Royal (Královský palác) severně od Louvru byl postaven v letech 1627–1629 pro kardinála Richelieu a po jeho smrti (1642) přešel do majetku krále, čímž získal své současné označení. Dnes slouží Státní radě (Conseil d'Etat), Ústavní radě (Conseil Constitutionnel), ministerstvu kultury a Comédie-Française. Na jeho nádvoří se nachází palácová zahrada. Dalšími významnými stavbami 17. století jsou barokní klášter Val-de-Grâce (dnes vojenská nemocnice), Collège des Quatre-Nations, sídlo Francouzského institutu, Invalidovna nebo Pařížská observatoř.

#### Památky 18. století
Elysejský palác postavený z letech 1718–1722 podle plánů Armanda Clauda Molleta je sídlem francouzského prezidenta. Král Ludvík XV. nechal během své vlády postavit v Paříži několik velkolepých staveb, např. sídlo Pařížské mincovny Hôtel de la Monnaie (1771–1775) nebo École Militaire (1768–1772). Zdaleka nejimpozantnější zůstává pařížský Pantheon (1764–1790), který projektoval Jacques-Germain Soufflot. Původně byl postaven jako klášterní kostel pro tehdejší benediktinské opatství, ale jeho využití se časem změnilo. Po Velké francouzské revoluci byl Pantheon přeměněn na národní svatyni a dodnes slouží jako hrobka významných osobností francouzských dějin: Voltaire, Victor Hugo, Émile Zola, Jean-Jacques Rousseau, Alexandre Dumas starší, Pierre Curie a Marie Curie-Skłodowská aj.

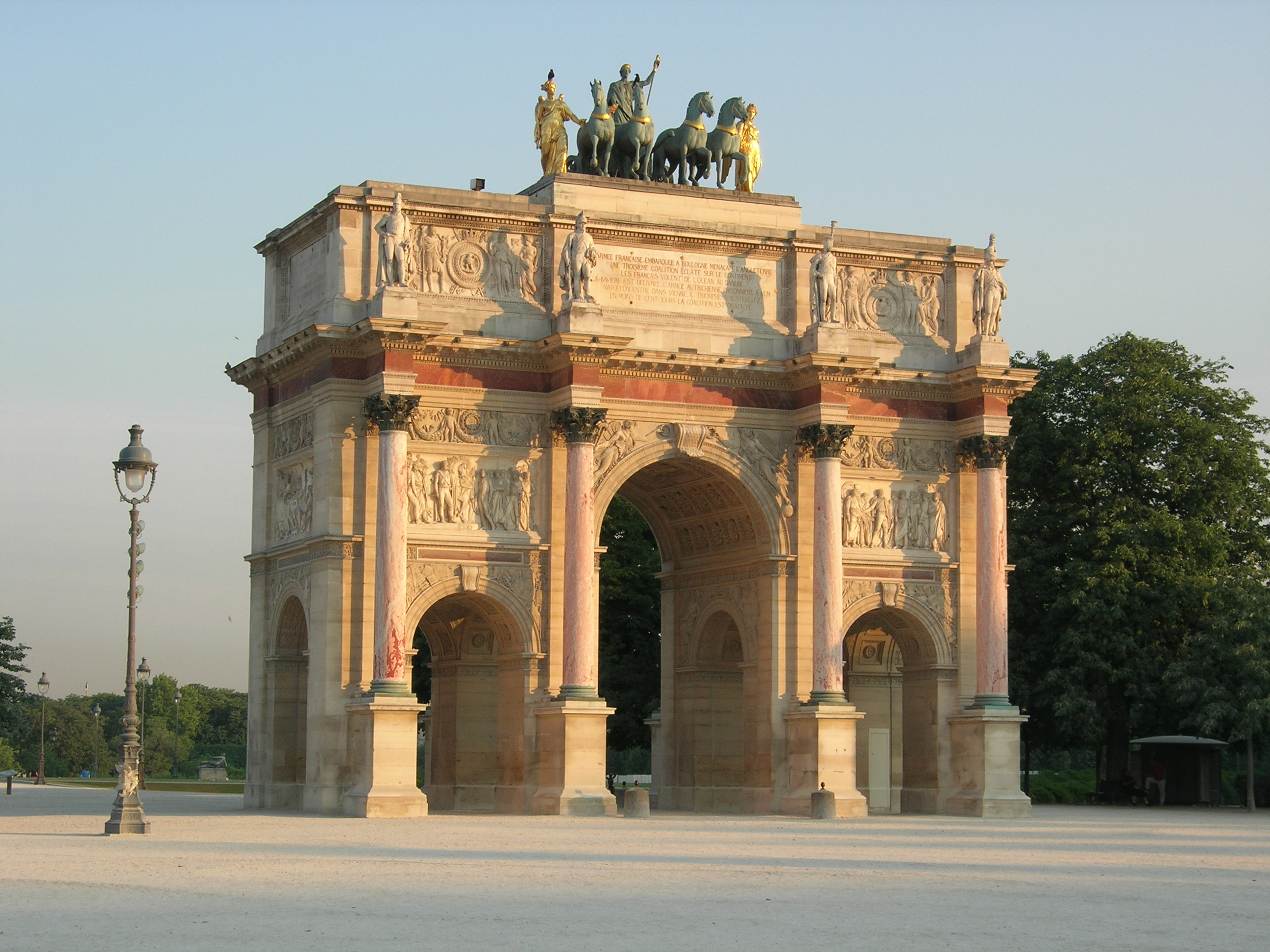
Arc de Triomphe du Carrousel

#### Památky 19. století
Císař Napoleon Bonaparte zanechal v Paříži množství stavebních pamětihodností. Mezi Louvrem a Tuilerijskými zahradami nechal v letech 1806–1808 vybudovat Arc de Triomphe du Carrousel. Ještě během jeho stavby zahájil stavbu Vítězného oblouku na Place de l'Étoile, který byl dokončen až v roce 1836 Ludvíkem Filipem. V období Prvního císařství byla postavena i budova Pařížské burzy (1808–1827). Napoleon nechal na Place Vendôme vztyčil Vendômský sloup na paměť vítězství bitvy u Slavkova. Další pamětní sloup zvaný Červencový byl postaven v roce 1839 na Place de la Bastille, aby upomínal na Červencovou revoluci z roku 1830.
Velké změny zažila Paříž ve druhé polovině 19. století, kdy proběhla přestavba města vedená prefektem Haussmannem. Vedle širokých ulic, náměstí a městských parků byly vybudovány stavby jako Palais de l'Opéra (1861–1875) Charlese Garniera a dvě symetricky postavená divadla (Théâtre du Châtelet a Théâtre de la Ville) na Place du Châtelet, která realizoval Gabriel-Jean-Antoine Davioud. Od roku 1872 jsou ve městě Wallaceovy fontány.
V období Třetí republiky byl postaven nový univerzitní komplex Sorbonny (1885–1905). V té době vznikl i symbol Paříže – Eiffelova věž (324 m s anténou), ocelová konstrukce z roku 1889 postavená u příležitosti světové výstavy Gustavem Eiffelem. S více než 6,7 milióny návštěvníků ročně (2007) je čtvrtou nejnavštěvovanější památkou v Paříži.

#### Památky 20. století
Související informace naleznete v podkapitole Moderní architektura.

### Církevní stavby

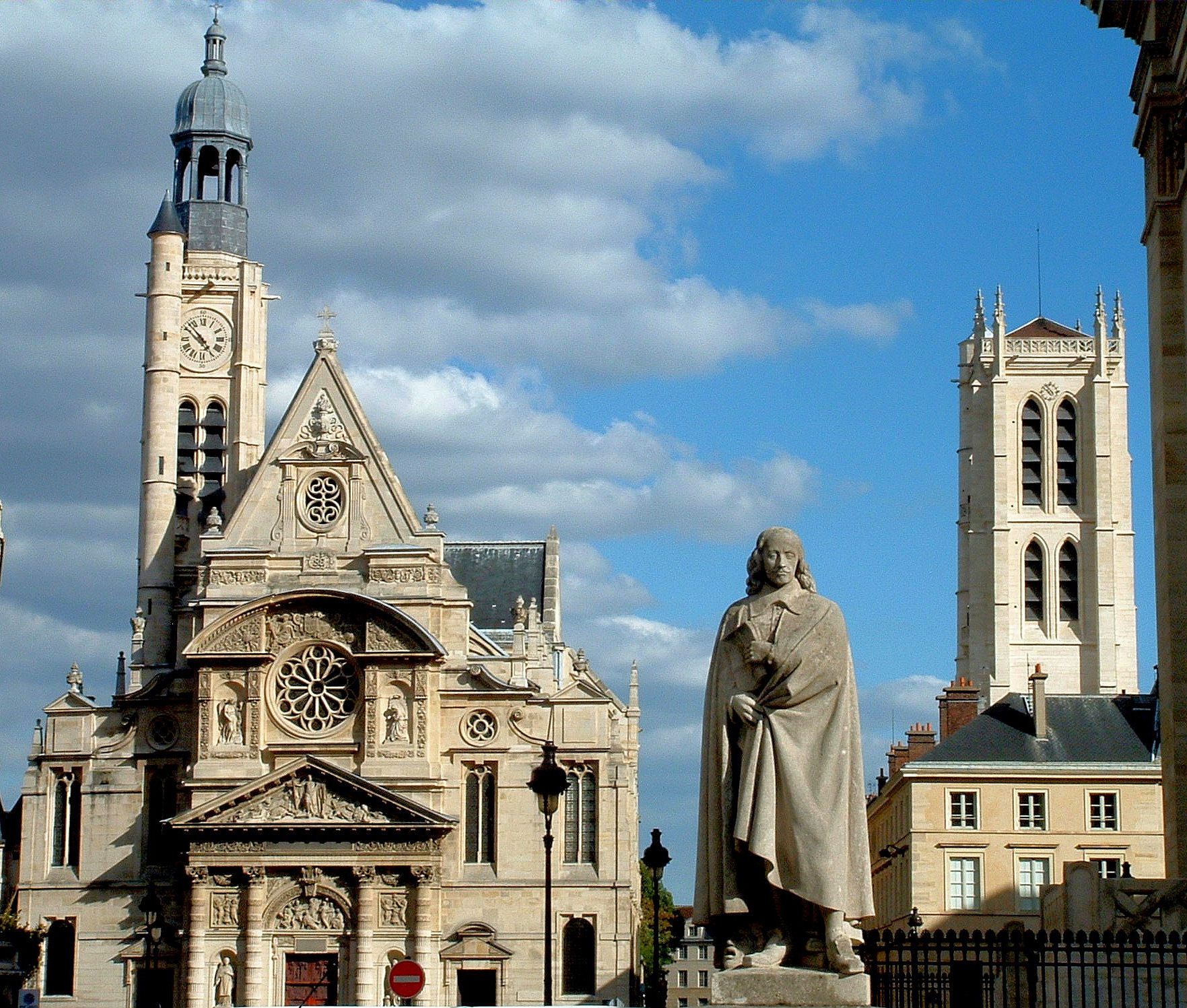
Goticko-renesanční kostel Saint-Étienne-du-Mont, vpravo Tour Clovis

#### Středověk
Kostel kláštera Saint-Germain-des-Prés na levém břehu na Boulevardu Saint-Germain stojí na místě, kde v roce 557 franský král Childebert I. založil významné benediktinské opatství. Věž dnešního kostela a základní části hlavní lodi pocházejí z 11. století, chór vysvětil v roce 1163 papež Alexandr II. Stavba procházela až do 17. století stavebními úpravami. Autorem nástěnných maleb z 19. století v hlavní lodi je Hippolyte Flandrin.
Ještě starší augustiniánské opatství založili v roce 502 král Chlodvík I. a jeho žena Chrodechilda na návrší na levém břehu (Montagne Sainte-Geneviève), ze kterého se vyvinul klášter sv. Jenovéfy. Z něho se do současnosti dochovala pouze zvonice (Tour Clovis), která je dnes součástí Lycea Jindřicha IV. Dalším klášterem je benediktinské převorství Saint-Martin-des-Champs reorganizované roku 1079, ze kterého se dochoval kostel z 12. a 13. století a refektář. K nejstarším kostelům na levém břehu patří románsko-gotický Saint-Julien-le-Pauvre (asi 1170–1240).
Katedrála Notre-Dame na ostrově Cité je jedna z prvních francouzských katedrál v gotickém slohu. Stavbu zahájil v roce 1163 biskup Maurice de Sully a byla dokončena roku 1345. Na ostrově se nachází rovněž gotická kaple Sainte Chapelle (1242–1248), kterou nechal postavit Ludvík IX. pro úschovu Kristovy trnové koruny a dalších relikvií.
K nejstarším kostelům na pravém břehu patří farní kostel Saint-Pierre de Montmartre vysvěcený v roce 1147 papežem Evženem III., jehož výstavba začala v roce 1133 a kostel Saint-Germain-l'Auxerrois vedle Louvru, jehož základy pocházejí z románského období ze 12. století. Ve stavbě se mísí prvky gotiky a baroka spolu s renesanční zvonicí. Z gotického období pocházejí kostely sv. Severína, sv. Mederika, sv. Lupa a sv. Jiljí (1235–1780) nebo kostel Saint-Étienne-du-Mont (s vlivem renesance) z let 1494–1624.

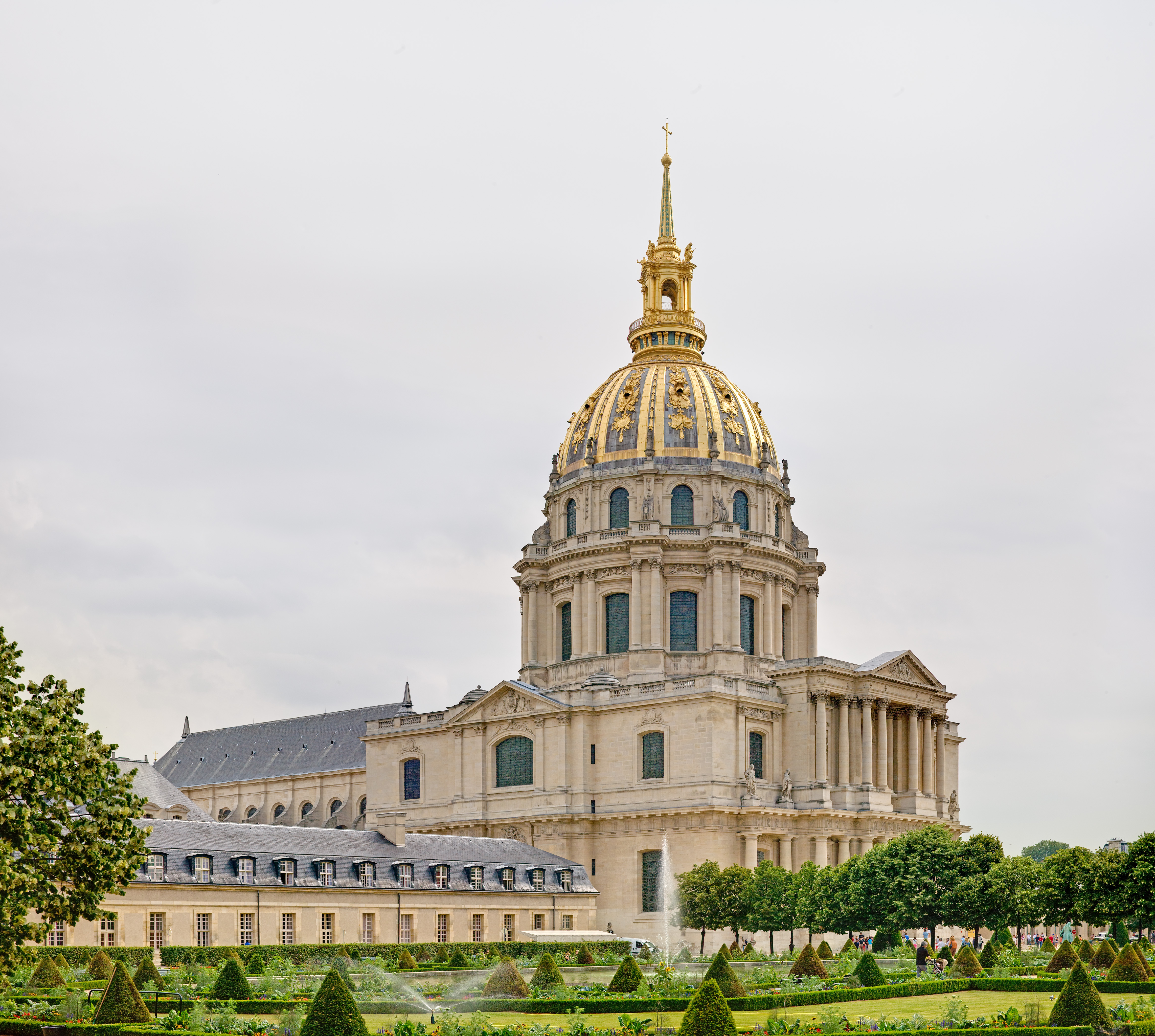
Kupole Invalidovny

#### Novověk
Dalším významným kostelem je svatý Eustach (1532–1633), kde rovněž dochází k prolínání stylů gotiky a renesance. Z období baroka se dochovaly např. kostely sv. Sulpicia (1649–1870) s klasicistní fasádou z roku 1732. V kostele jsou jedny z největších varhan ve Francii, které v roce 1862 restauroval a rozšířil Aristide Cavaillé-Coll. Významné jsou rovněž kostely Oratoire du Louvre (1621–1623), Saint-Louis-en-l'Île (1624–1726) nebo sv. Alžběty vysvěcený roku 1646.
Zlatá kupole Invalidovny (1670–1691) je vojenský kostel Saint-Louis des Invalides a patří k nejhezčím stavbám klasicismu ve Francii. Ve stejném slohu je postaven i kostel Nanebevzetí Panny Marie (1670–1676).
V roce 1764 začala stavba kostela La Madeleine. Práce byly zastavena za Velké francouzské revoluce a kostel byl dokončen v roce 1842 a vysvěcen 1845.

#### Moderní dějiny
Z období Druhého císařství pocházejí monumentální kostely sv. Augustina (1860–1871), Nejsvětější Trojice (1861–1867) a sv. Ambrože (1863–1868).
Bazilika Sacré-Cœur je římskokatolický poutní kostel na kopci Montmartre a tvoří nejvýše položený přirozený bod města. Stavba v románsko-byzantském stylu začala v roce 1875 a byla dokončena roku 1914. Byla inspirována chrámem Hagia Sofia v Istanbulu a bazilikou svatého Marka v Benátkách. Pseudorománský sloh má rovněž kostel Notre-Dame-du-Travail z let 1897–1902, který je pozoruhodný použitím kovových nosníků v interiéru.

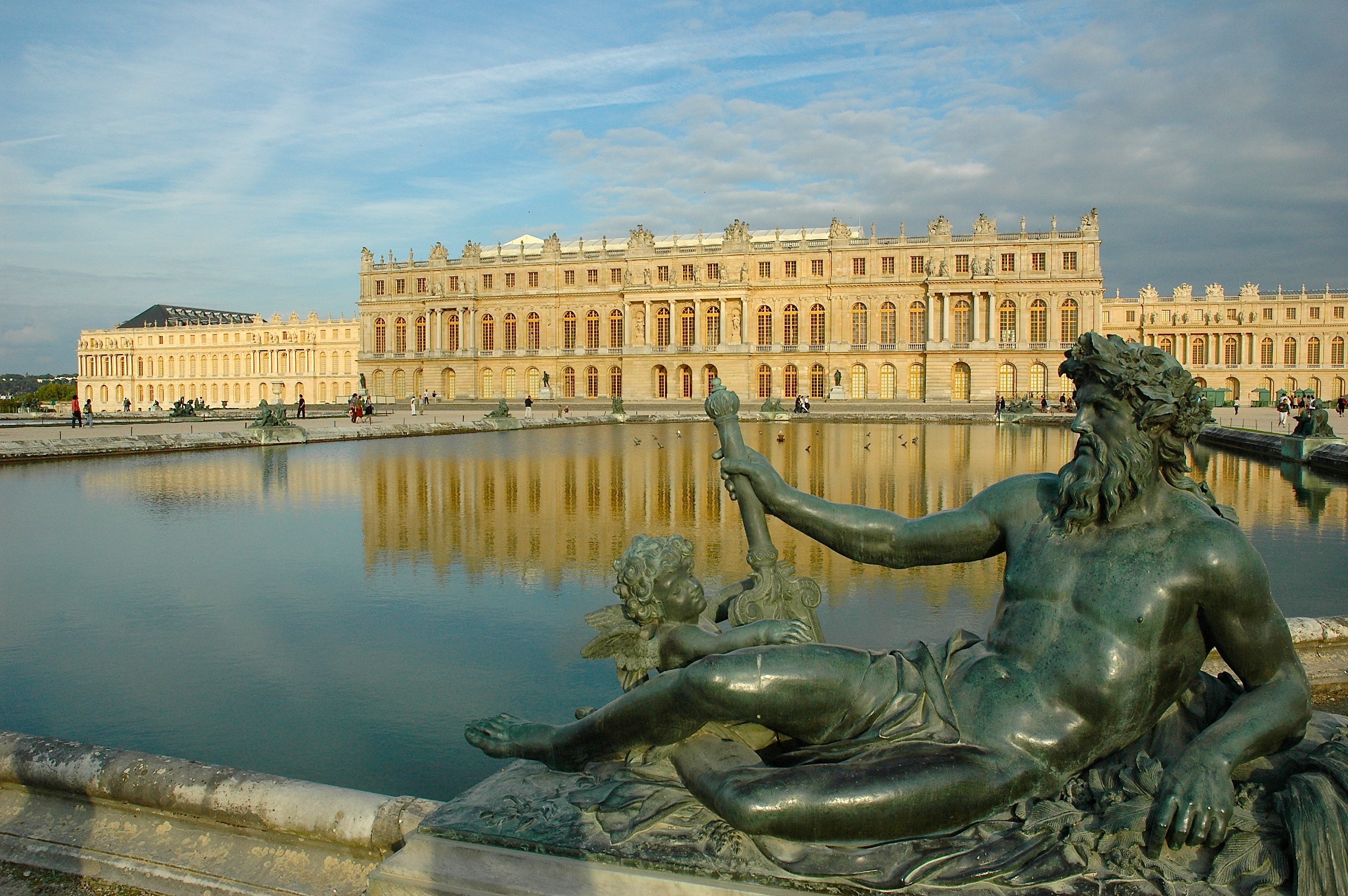
Zámek Versailles

### Památky v okolí Paříže
V blízkém okolí se z turistických zajímavostí nachází např. zámek Fontainebleau (65 km jižně), zámek Versailles (25 km jihozápadně), bazilika Saint-Denis (10 km severně od centra) nebo Disneyland Resort Paris (32 km východně).